# République démocratique du Congo
Pour les articles homonymes, voir Congo et RDC.
À ne pas confondre avec la République du Congo.
(ktu) Repubilika ya Kôngo ya Dimokalasi 
(sw) Jamhuri ya Kidemokrasia ya Kongo 
(ln) Ekólo ya Kongó Demokratiki 
(lua) Ditunga dia Kongu wa Mungalaata 
La république démocratique du Congo,  (en kikongo ya leta : Repubilika ya Kôngo ya Dimokalasi, en swahili : Jamhuri ya Kidemokrasia ya Kongo, en lingala : Republíki ya Kongó Demokratíki, en tshiluba : Ditunga dia Kongu wa Mungalaata), aussi appelée plus simplement RDC, RD Congo ou de manière informelle Congo-Kinshasa (pour le distinguer de la république du Congo, le « Congo-Brazzaville »), est un pays d'Afrique centrale. C'est le quatrième pays le plus peuplé d'Afrique (derrière le Nigeria, l'Éthiopie et  l'Égypte), ainsi que le pays francophone le plus peuplé.
La RDC est le deuxième plus vaste pays d'Afrique après l'Algérie. Il s'étend de l'océan Atlantique au plateau de l'Est et correspond à la majeure partie du bassin du fleuve Congo. Le nord du pays est un des plus grands domaines de forêt équatoriale au monde, l’est du pays borde le grand rift est-africain, domaine des montagnes, des collines, des Grands Lacs mais aussi des volcans. Le sud et le centre, domaine des savanes arborées, forment un haut plateau riche en minerais. À l’extrême ouest, une trentaine de kilomètres au nord de l'embouchure du fleuve Congo s’étale une côte sur l’océan Atlantique. Le pays partage ses frontières avec l’enclave de Cabinda (Angola) à l'ouest-sud-ouest, la république du Congo à l’ouest, la République centrafricaine au nord, le Soudan du Sud au nord-est, l’Ouganda à l'est-nord-est, le Rwanda et le Burundi à l'est, la Tanzanie à l’est-sud-est, la Zambie au sud-sud-est et l’Angola au sud-ouest. La RDC est membre de l’Organisation internationale de la francophonie depuis 1977.
Le territoire devient la propriété privée du roi des Belges Léopold II en 1885. Au cours des 23 années suivantes, le territoire est le lieu des atrocités généralisées commises par les forces coloniales de Léopold qui forcent la population indigène à produire le caoutchouc sauvage. Le territoire devient par la suite une colonie belge en 1908. Le pays obtient son indépendance en 1960 et est confronté immédiatement à une série de mouvements de sécession qui aboutit à la prise de pouvoir de Mobutu Sese Seko dans un coup d'État en 1965. Mobutu rebaptise le pays le Zaïre en 1971 et préside sur une dictature féroce jusqu'à son renversement en 1997 par la première guerre du Congo. Par la suite, l'ancien nom du pays est restauré et le pays est confronté à la deuxième guerre du Congo en 1998, la plus meurtrière depuis la Seconde Guerre mondiale. Elle se termine en 2003 sous la présidence de Joseph Kabila, qui gouverne le pays jusqu'à 2019.
Le président actuel du pays est Félix Tshisekedi, qui succède à Joseph Kabila à l'issue de l'élection présidentielle de 2018, la première transition pacifique du pouvoir depuis l'indépendance. Cependant, le pays demeure instable et voit, depuis 2016, resurgir plusieurs milices.
Plusieurs centaines d’ethnies forment la population du pays ; le français est la langue officielle et quatre langues bantoues (le lingala, le kikongo ya leta (aussi appelé « kikongo » en dehors du Kongo-Central), le swahili et le tshiluba) ont le statut de langue nationale. L'économie repose principalement sur le secteur primaire (agriculture et exploitation minière).

## Géographie

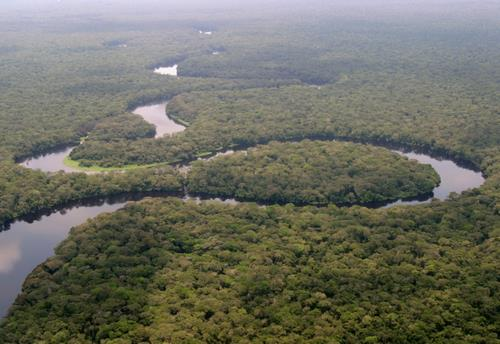
La rivière Lwilaka, parc national de la Salongo.

La république démocratique du Congo s'étend de l'océan Atlantique au plateau de l'Est, et correspond à la majeure partie du bassin du fleuve Congo, véritable colonne vertébrale du pays. Grand comme quatre fois la France, quatre-vingt fois la Belgique, une fois et demie plus grand que le Québec (Canada), ou encore grand comme la partie des États-Unis située à l'est du Mississippi, c'est le 11e État du monde par sa taille avec ses 2 345 410 km2.
Le fleuve Congo donne au pays son seul accès à l'océan Atlantique dans la ville portuaire de Banana. C'est un étroit corridor sur la rive droite du fleuve traversant le territoire de l'Angola, qui dispose de la rive gauche, et dont il crée une petite exclave sur la côte atlantique entre le nord du fleuve et la frontière de l'enclave angolaise du Cabinda.
En raison de sa grande superficie, de sa localisation au centre de l'Afrique, de ses énormes richesses naturelles et de son importante population, la république démocratique du Congo est l'un des « géants » de l'Afrique. Elle est traversée par l'équateur et comprend trois climats : le climat équatorial, le climat tropical et le climat de montagne.

### Hydrographie
Par sa longueur de 4 700 km, le fleuve Congo est le huitième plus long fleuve du monde et deuxième après l'Amazone par son débit moyen de 50 000 m3 par seconde et l'étendue de son bassin de 3 700 000 km2. Il prend sa source à Lwalaba, sur le haut plateau du Katanga, et se jette dans l'océan Atlantique. Il reçoit ses deux principaux affluents, l'Oubangui, réunion de l'Uele et du Mbomou, et le Kasaï, grossi par le Kwango, avant d'atteindre le Malebo Pool sur les rives duquel Kinshasa et Brazzaville se font face.
De nombreux autres cours d'eau irriguent l'intégralité du territoire : la Lubundi, la Lufira, la Lomami, la Mongala, la Lulonga, l'Ikelemba, ainsi que le Sankuru, la Lukénie, le Kwango, la Maï-Ndombe, la N'djili, etc..
Les principaux lacs de la république démocratique du Congo sont généralement répartis en trois groupes :
- les lacs de plateaux (Moero, Tshangalele, Upemba et Delcommune) ;
- les lacs résiduels (Tumba, Mai-Ndombe) ;
- les lacs de montagnes (Tanganyika, Kivu, Édouard et Albert).

### Reliefs
Le centre de la république démocratique du Congo est constitué d'une vaste cuvette alluviale couvrant environ un tiers du territoire et dont l'altitude s'étage entre 300 et 500 mètres. Sa végétation se compose de forêts équatoriales et de marais. Le bassin du fleuve Congo comporte un réseau hydrographique dense et de larges plaines inondables. Une pente régulière mène, au nord et à l'est, aux plateaux parsemés des vallées profondes de l'Oubangui, de l'Uele, de la Lukénié et du Lasaï (1 000 m) et à l'ouest, aux plateaux Batéké et de Lunda (1 200 m). À la frontière orientale, les grands rifts occupés par les lacs Tanganyika, Kivu, Édouard et Albert sont dominés par des môles granitiques (Rwenzori, 5 109 mètres) et des formations volcaniques (chaine des Virunga) parmi lesquelles le volcan actif Nyiragongo (3 470 mètres). Au sud-est s'étendent de hauts plateaux parsemés d'inselbergs (plateau du Katanga), des massifs aux sommets aplanis (monts Mitumba) et des fossés d'effondrement (lac Upemba). À l'ouest, une étroite bande sablonneuse et parfois marécageuse offre un accès à l'Atlantique.

### Environnement

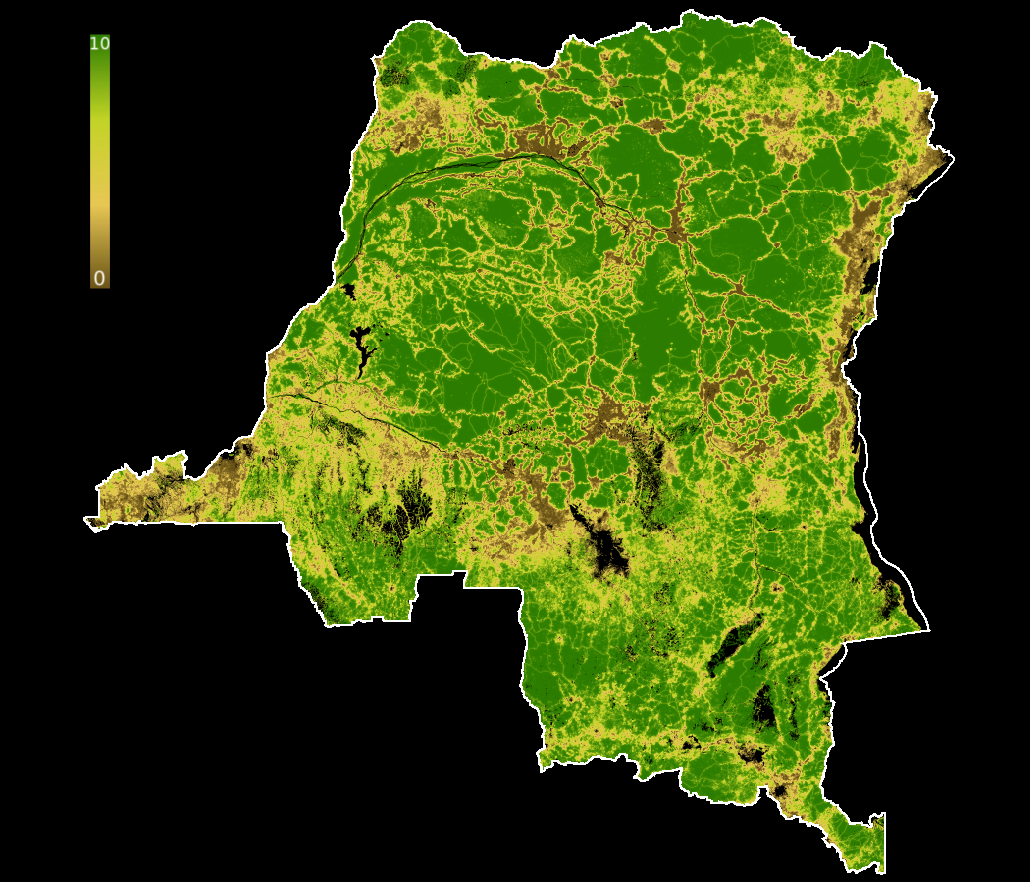
La RD du Congo avait un score moyen de l'indice d'intégrité du paysage forestier 2019 de 7,56, le classant 36e sur 172 pays.

Les combats et expulsions de la deuxième guerre du Congo ont eu de lourdes conséquences sur la nature et la forêt tropicale qui constituait autrefois l'essentiel du paysage du pays. Les zones de conservation ne couvrent que 11 % du pays (2014) alors que l'extraction de cuivre, du cobalt et de diamants, ainsi que l'exploitation du bois détruisent et menacent encore la forêt. La forêt humide est aussi menacée par des projets d'hydroélectricité.
La république démocratique du Congo possède une importante diversité floristique et faunique. On y trouve de nombreuses espèces de mammifères dont des espèces au territoire restreint telles que le gorille des montagnes, le gorille de plaine, le bonobo ou chimpanzé nain, l'okapi, le rhinocéros blanc du Nord, le paon du Congo. Le pays compte également de nombreuses espèces d'oiseaux, de batraciens et de reptiles. La faune ichtyologique est représentée par une quarantaine de familles de poissons regroupant environ 1 000 espèces, dont environ 80 % vivent dans le système fluvial et le reste dans les lacs de l'Est. La république démocratique du Congo couvre à elle seule 62 % des forêts du Bassin du Congo. Reconnu comme l'un des grands poumons de la planète, ce bassin fait régulièrement l'objet de sommets internationaux plaidant pour sa préservation.

#### Déforestation incontrôlée
La déforestation est intense en république démocratique du Congo. Selon des projections de Greenpeace (2017), le pays pourrait avoir perdu 40 % de ses forêts avant 2050, alors qu'il a reçu des bailleurs internationaux des centaines de millions d'euros de fonds publics pour protéger ce patrimoine écologique majeur dans le contexte post-guerre du début du XXIe siècle, en échange d'un moratoire sur l'octroi de nouveaux titres d’exploitation forestière.
Ce moratoire, mis en place en 2002, a durant près de 20 ans freiné la déforestation, mais sans la bloquer. Greenpeace a dénoncé plusieurs viols du moratoire : dès les semaines suivant sa signature, de nombreux titres illégaux ont été distribués, puis un décret présidentiel de 2005 a renforcé l’arrêté de 2002 mais 15 titres annulés en 2009 à la suite de cet arrêté ont été rétablis en 2011, puis trois concessions forestières ont encore été illégalement allouées en 2015 à deux sociétés : FODECO et SOMIFOR créées par des investisseurs très majoritairement chinois et ayant leur siège enregistrés à la même adresse, dans la commune de Limete à Kinshasa,,, et ont été créées par des investisseurs chinois,, en 2020, 1,4 million d’hectares de concessions dites « de conservation » ont été offertes à des intérêts miniers. Selon Rainforest, Claude Nyamugabo (prédécesseur de Mme Bazaiba) a attribué plus de quatre millions d’hectares de concessions illégales. Puis, en 2021, le gouvernement envisage de lever ce moratoire, pour satisfaire l'industrie du bois et des bois exotiques. Ceci inquiète la communauté internationale et des ONG comme Greenpeace et Rainforest, car ce type de situation déclenche toujours une « déforestation en cascade » ensuite quasiment impossible à arrêter. Selon le réseau Sauvons la forêt (2021), « l'ouverture à l'exploitation industrielle de millions d'hectares de forêts vierges serait un désastre absolu pour le climat, la biodiversité, l'État de droit et les droits humains des communautés forestières ». Selon les ONG, cela pourrait tripler la surface de coupes là où vivent « des milliers de communautés locales et de peuples autochtones » et « des espèces menacées » ; plus d'un million d'hectares concernent des forêts de tourbières dont l'exploitation pourrait libérer plus de 10 milliards de tonnes de dioxyde de carbone.

## Histoire

### Préhistoire
Les plus anciennes traces de peuplement au Congo sont associées à un préacheuléen, découvert sur les sites archéologiques de la Mulundwa au Katanga, de Katanda 2 et de Sanga 5 au Kivu. Les galets taillés ou choppers ont un âge estimé à plus de 200 000 ans, sans qu'il soit possible d'être plus précis aujourd'hui.
Le territoire de la république démocratique du Congo était anciennement peuplé uniquement par des chasseurs-collecteurs, peut-être en partie les ancêtres des peuples pygmées actuels. Entre les traces d'un préacheuléen et l'arrivée des premiers villageois, le Congo sera toujours occupé par des groupes nomades, chasseurs-collecteurs, tailleurs de pierre, de cultures différentes.
L'Acheuléen est attesté par de nombreuses découvertes isolées de bifaces et de hachereaux ainsi que par le site de La Kamoa au Katanga.
Durant le IIe millénaire av. J.-C., le nord de l'Afrique équatoriale vit une vague de migrations de populations productrices de nourriture, néolithiques, parlant pour certaines des langues bantoues. Entre –3500 et –2000, une première occupation villageoise dont le foyer se trouvait au sud-Cameroun, aboutit à l'installation d'un mode de production néolithique dans le nord et l'ouest de l'Afrique centrale. Au Congo, les premières traces de ces populations se matérialisent vers –2600 par la dite « tradition Imbonga » près de Mbandaka et du lac Tumba, et par la « tradition Ngovo » au bas-Congo à partir de –2300. De l'autre côté du pays, au Kivu, on voit apparaître des villages de la « tradition Urewe ». Ces villages ne sont que l'extension occidentale de communautés productrices de nourriture, métallurgistes, installées surtout en Ouganda, au Rwanda, au Burundi, dans l'ouest du Kenya et de la Tanzanie; les plus anciennes traces y sont datées de –2600.
La métallurgie du fer se développe de manière indépendante à ces installations, les plus anciennes traces se découvrent en Afrique centrale au nord-ouest (sud-Cameroun et zone de Bouar en Centrafrique), et au nord-est (région interlacustre). Au Congo-Kinshasa, le fer n'est pas connu dans la région occupée par la tradition Imbonga ; ce n'est que plus tard, entre les viie et ve siècle av. J.-C. que l'on travaillera ce métal (sites de Pikunda et de Munda). Vers la même époque, le bas-Congo connaît ses premières activités de production du fer dans le cadre de la tradition Kay Ladio qui suit dans le temps la tradition Ngovo. Au Kivu, dès l'installation des premières communautés villageoises, il est probable que le fer est présent, comme l'attestent les nombreux fours de réduction du fer bien connus au Rwanda et au Burundi.
Plus tard, comme l'indiquent des recherches allemandes sur les affluents du fleuve Congo, ces premières populations vont lentement coloniser le cœur de la forêt équatoriale en suivant les axes des cours d'eau de l'aval vers l'amont ; des travaux espagnols dans l'Ituri suggèrent qu'il faut attendre –800 pour rencontrer les premiers villages dans certains secteurs de la forêt.
Il semblerait que les phases d'expansion bantoue aient été séparées par un effondrement généralisé de la population entre 400 et 600 de notre ère. Coïncidant avec des conditions climatiques plus humides, l'effondrement a peut-être été favorisé par une épidémie prolongée. Cet écroulement démographique est suivi par une réinstallation majeure des siècles plus tard. Les recherches archéologiques et paléogénétiques montrent que la vague initiale de communautés parlant supposément des langues bantoues à l'âge du fer ancien a largement disparu de toute la région de la forêt tropicale du Congo vers environ 600 de notre ère, avec la persistance de seulement quelques populations dispersées. Le déclin de la population a été rapide entre ~ 400 et 600 de notre ère, puis s'est poursuivi à un rythme plus lent pour finalement aboutir à environ 400 ans d'activité sédentaire très limitée (~ 600 à 1000 de notre ère) avant qu'une deuxième vague d'immigration et de nouveaux établissements se développent à l'âge du fer tardif.

### Royaumes et empires

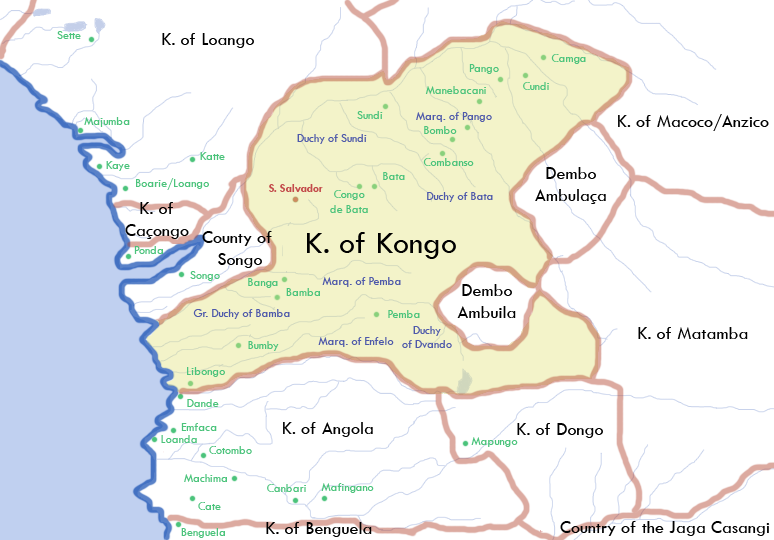
Carte du royaume du Kongo en 1711.

Vers la fin du Moyen Âge, différentes populations, alors organisées en chefferies, s'édifient en royaumes (luba, kuba, lunda, kongo, etc.) qui, pour certains, voient leurs apogées correspondre aux premiers contacts avec les Européens du XVe siècle. Cette période est marquée par différents royaumes marchands, commerçant avec les esclavagistes sur la côte et entre eux à l’intérieur du continent.[réf. souhaitée] Certains royaumes s’étendent sur plusieurs milliers de kilomètres et possèdent des réseaux commerciaux par delà leurs frontières. Le commerce se fait par portage ou voie fluviale.
Ces populations ne connaissaient pas la propriété privée, la terre cultivée en groupe ne se vend pas, les différents royaumes n’ont pas de frontières exactes (le territoire d'une petite ethnie comprend à peu près 5 000 km2).Les membres d'une même chefferie s'entraident gratuitement. La science non écrite se transmet d'une génération à l'autre, les enfants devant assumer le même métier que leurs parents. Les rois ou empereurs n’ont pas de véritable pouvoir. Ce sont plutôt les chefs de villages qui ont de l’autorité. Les royaumes sont plutôt le résultat d’unions temporaires de différents regroupements de villages de même langue pour se défendre contre une ethnie voisine.

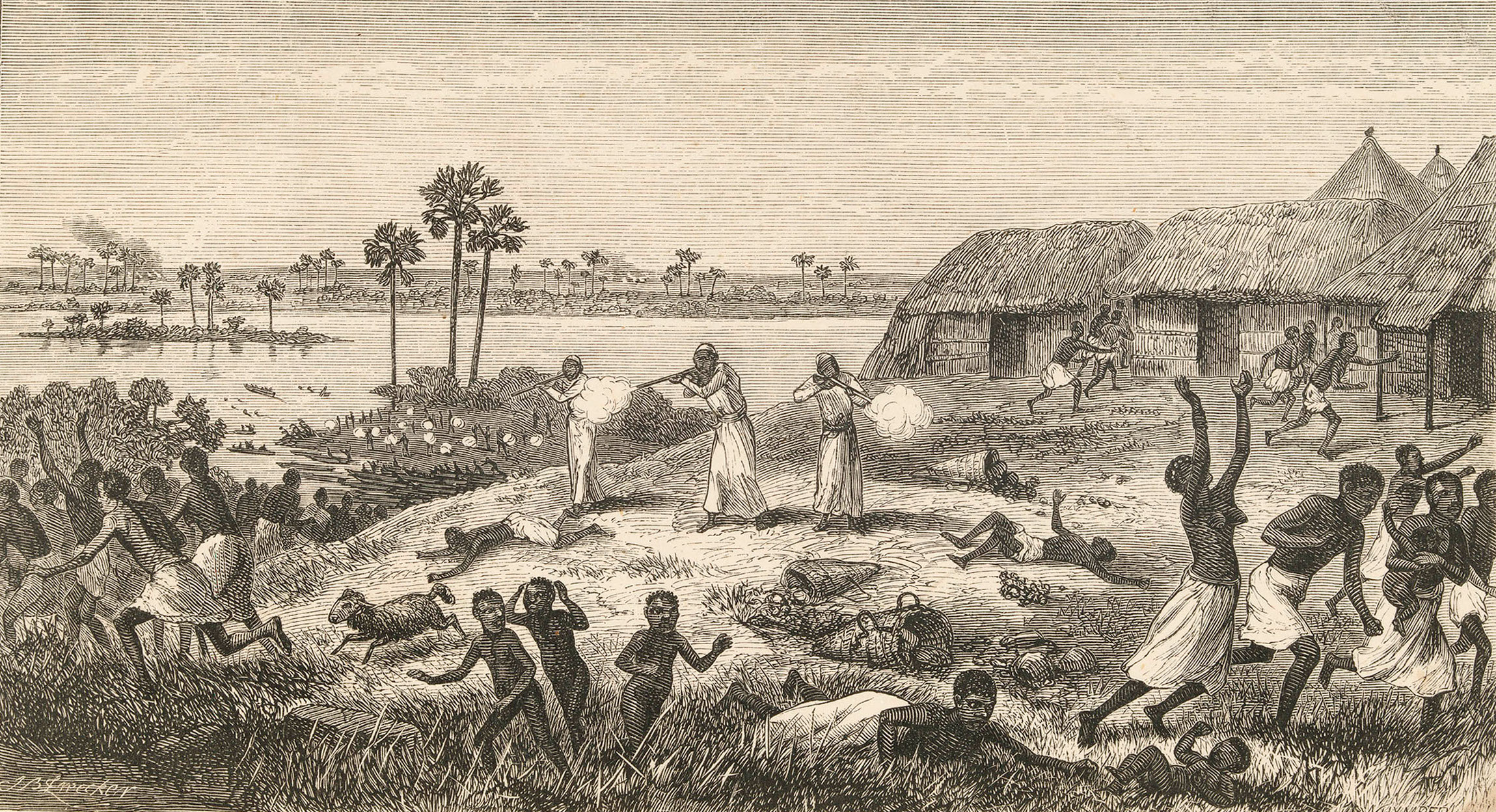
Attaque d'esclavagistes « Arabo-Swahilis » dans un village de la région de Nyangwe.

La traite des noirs sur la côte occidentale, du XVe au XIXe siècle, s’étend jusqu’à l’intérieur du continent et correspond, avec le commerce de l’ivoire, à l’essor économique ou au déclin des différents royaumes. Sur la côte occidentale, elle prend fin au milieu du XIXe siècle. Par contre, à cette époque, à l’est du pays, aujourd’hui Ituri et Kivu, les Arabo-Swahili, venus de Zanzibar, ne se contentent pas d'acheter les esclaves aux indigènes, ils fondent des sultanats. À partir de 1870 ces sultans étendent leur emprise jusqu'au bassin du Congo, et y fondent des villes telles Nyangwe ou Kasongo. En 1890, la zone sous influence arabe couvrait plus d'un tiers du territoire du Congo.

### Colonisation

#### Période précoloniale
Les Européens se limitèrent aux régions côtières du pays jusqu’à la moitié du XIXe siècle.
- 1482 : le Portugais Diogo Cão, à la recherche du mythique « royaume du prêtre Jean », atteint l'embouchure du fleuve Congo[31].
- 1579 : le Portugais Duarte Lopes est le premier occidental à remonter le fleuve Congo.
- 1874-1877 : exploration du fleuve Congo par Henry Morton Stanley
- 1876 : fondation de l’Association internationale africaine (AIA) par Léopold II de Belgique.
- 1879 : retour de Stanley au Congo pour fonder une chaîne de stations de l’AIA/AIC[31].

#### État indépendant du Congo (1885-1908)

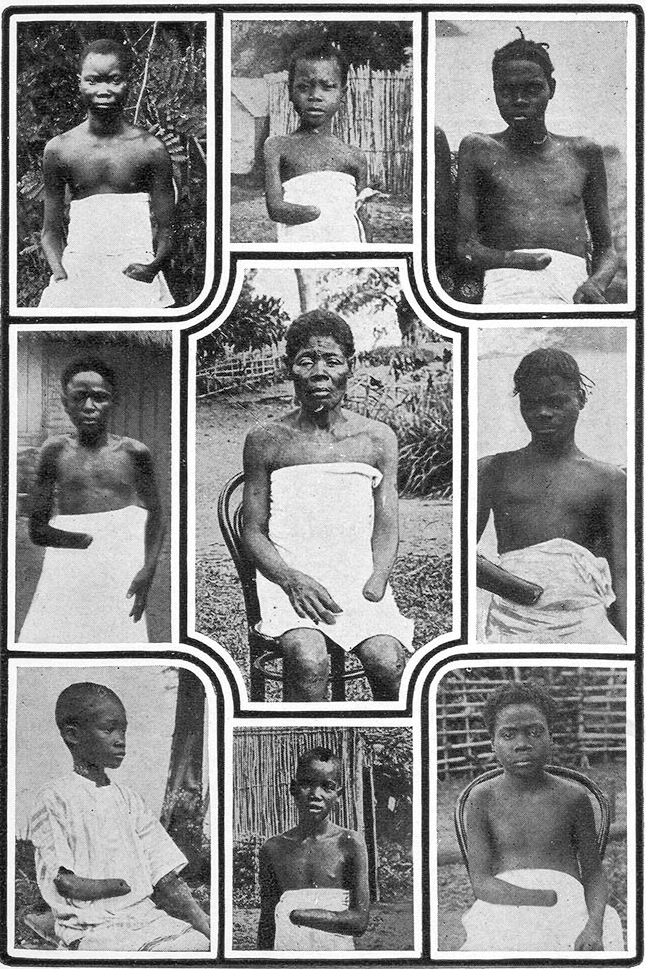
Des Congolais mutilés sous le régime de l'État indépendant du Congo.

Les frontières de l'actuelle république démocratique du Congo ont été reconnues à l'issue de la conférence de Berlin qui s'est tenue de novembre 1884 à février 1885. Le 1er août 1885, Léopold II de Belgique accepta la souveraineté sur l'État indépendant du Congo. Le terme « indépendant » signifie que toutes les puissances coloniales reçoivent la garantie de pouvoir y accéder librement. La spécificité de ce régime colonial résida dans le fait que dans un premier temps le Congo fut considéré comme une possession personnelle et privée du roi. Géré sous une forme commerciale, le Congo est divisé en deux parties : l'une constituant le domaine de la couronne et l'autre attribuée à des entreprises privées sous forme de concessions.
Les richesses abondantes (caoutchouc, ivoire, mines, etc.) du Congo incitent la couronne et les compagnies concessionnaires à entreprendre l'exploitation brutale de sa population. Celle-ci diminue de moitié entre 1880 et 1926, au point que certains historiens désignent cette période comme un « holocauste oublié ».
En 1894 prend fin la campagne menée par les Belges contre les Sultans arabes trafiquants d'esclaves. En 1904, un rapport du consul britannique à Boma dénonce les corvées excessives imposées aux indigènes pour la production du caoutchouc .

#### Congo belge (1908-1960)

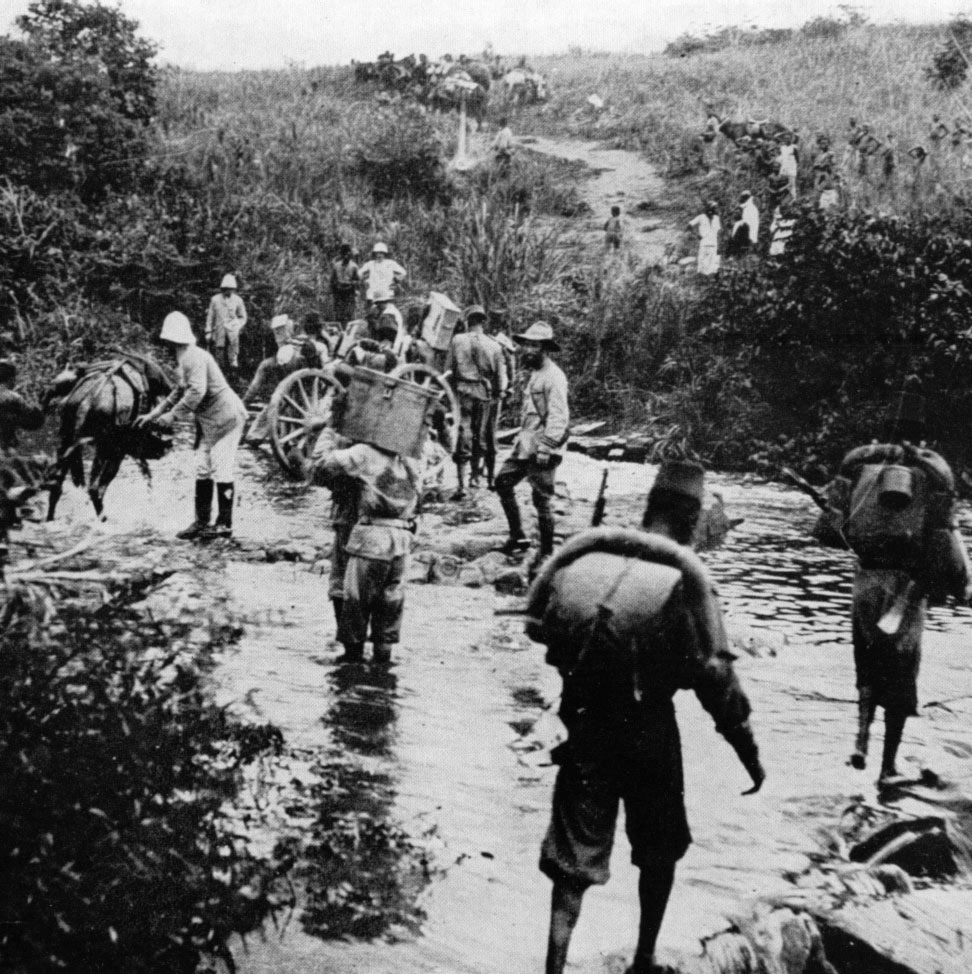
Soldats belges et congolais en campagne dans l'est africain, en 1916.

En 1908, le parlement belge, qui avait soutenu par des crédits et par l'envoi de troupes l'entreprise de colonisation du roi des Belges, accepte le transfert du Congo à la Belgique à la suite notamment de certaines critiques de la presse anglo-saxonne concernant la gestion des représentants du roi au Congo. Léopold II, roi des Belges, cède l’EIC à la Belgique, qui administre la colonie sous le nom de Congo belge jusqu'à son indépendance. Une charte coloniale est publiée pour la gestion du Congo mais des scandales ne tardent pas à éclater dans la presse belge.
Le travail forcé a été utilisé,,,,,,,,,,,,,,.
Durant la Première Guerre mondiale, la force publique contribue victorieusement à la guerre au Cameroun et dans l'Est africain allemand par la victoire de Tabora.
En 1928, l'épiscopat proteste contre les abus dans le recrutement de la main-d’œuvre autochtone.
En 1940, le Congo entre en guerre du côté des Alliés. La force publique remporte les victoires de Saïo et d'Asosa contre les forces italiennes d'Abyssinie. Certains de ses éléments s'en iront combattre en Égypte et Palestine.
En 1948 est créée l'université Lovanium.
Dès les années 1940, dans ce qui était alors le Congo belge, deux tendances indépendantistes importantes se manifestaient dans la capitale Léopoldville : celle des « gens d'en bas » (Bas-Congo et Bandundu) parlant le kikongo et kikongo ya leta puis celle des « gens d'en haut » parlant le lingala, venant de l'Équateur d'abord et finalement de tout l'intérieur du pays.
- Dans la première catégorie se forma en 1949 une association d'abord culturelle et finalement politique, l'Alliance des Bakongo (ABAKO), dont Joseph Kasa-Vubu devint président en 1954. Son rêve devint de rétablir l'ancien royaume du Kongo de l'époque portugaise, en fait celui des Bakongo. Cette tendance se durcit très vite et réclama bientôt l'indépendance immédiate tout en demeurant fédéraliste lorsqu'il s'agit plus tard de discuter le problème du reste du Congo.
- Les populations « d'en haut », venant de régions plus diversifiées et séduits par le « plan de 30 ans pour l'émancipation de l'Afrique » du professeur belge Jef Van Bilsen, publié en 1956, étaient aussi désireux de maintenir le grand Congo unitaire. Leur manifeste dans ce sens pour la conscience africaine, publié le 1er juillet 1956 sous la direction de Joseph Ileo, fut vigoureusement combattu par l'ABAKO dès son assemblée générale du 23 août 1956. Le plan de 30 ans est déclaré utopique : « la nationalisation des grandes compagnies vivrières et agricoles comme des parastataux est souhaitable. Puisque l'heure est venue, il faut accorder aujourd'hui même l'indépendance immédiate ! »

En 1957 se tiennent les premières élections communales dans trois villes du Congo.
La Belgique, qui croyait à la progressivité de la transition vers l'indépendance organisa les premières élections à l'échelon communal, limitées aux grandes villes en 1957. L'ABAKO triompha inévitablement à Léopoldville et cela impressionna certains unitaristes, tel Patrice Lumumba, un Tetela du Kasaï, intelligent et idéaliste, qui ne tarda pas à fonder son propre « mouvement national congolais » MNC-Lumumba, plus revendicatif que celui du MNC-Kalonji, Albert Kalonji étant aussi un Kasaïen unitariste.
Ces jeunes rivalités politiques confrontées aux structures tribales compliquées du Congo allaient former un mélange détonant qui détruirait au bout de cinq années la première démocratie parlementaire congolaise. On ne peut que rappeler ici quelques épisodes saillants :
- Les 4–7 janvier 1959, l'interdiction tardive d'un meeting de l'ABAKO provoque des émeutes à Léopoldville, dont la répression fait officiellement 47 morts et 241 blessés parmi les Congolais. Le nombre réel de morts pourrait se situer entre 200 et 300[49].
- Le 13 janvier, déclaration gouvernementale annonçant l'intention belge de réaliser rapidement l'indépendance du Congo unitaire. L'ABAKO rejette cette déclaration deux jours plus tard.
- En octobre, les gendarmes ouvrent le feu lors d'une manifestation du MNC, faisant 30 morts et des centaines de blessés.

La suite de l'année 1959 voit d'abord l'autorisation des partis congolais, suivie d'élections générales sur l'ensemble du territoire congolais marquées par toutes sortes de manœuvres de ces partis dont se dégagent trois pôles : un Cartel des nationalistes fédéralistes formés de 6 partis séparatistes ou autonomistes dont l'ABAKO et le MNC-Kalonji, le pôle du MNC-Lumumba et finalement celui de l'homme fort du Katanga, Moïse Tshombé, conscient de la force économique de sa région et de l'intérêt de s'entendre avec l'Union minière du Haut Katanga (tout comme Kalonji vis-à-vis des exploitations de diamant au Kasaï). Parmi les partis qui émergent on retrouve le PSA (Parti Solidaire Africain d'Antoine Gizenga), le PNP (Parti national du peuple conduit par Albert Delvaux et Laurent Mbariko) et le LUKA (L'Union kwangolaise par André Petipeti Tamata et Pierre Masikita).
Du 20 janvier au 20 février 1960, ce fut la Table ronde de Bruxelles qui fixe au 30 juin suivant l'indépendance du Congo, et où représentants congolais et belges fixèrent les étapes suivantes :
- En mai eurent lieu les élections législatives. La première chambre des députés désigne par tirage au sort André Petipeti Tamata comme le premier président de chambre des représentants. Il dirige le bureau provisoire pour valider les mandats des députés élus et l'élection définitive du bureau.
- Les élections législatives et provinciales marquèrent de nouveaux clivages et alliances (scission de l'ABAKO) d'où résulta un compromis : Joseph Kasa-Vubu fut élu Président par le Parlement, Lumumba étant Premier ministre.

Au moment de l'indépendance du pays, le roi des Belges se rendit en personne à Léopoldville (future Kinshasa) pour assister aux cérémonies consacrant la fin de l'union coloniale entre la Belgique et le Congo, et marquant la naissance sur la scène internationale de ce nouvel État francophone (langue officielle) d'Afrique.

### République du Congo (1960-1964)

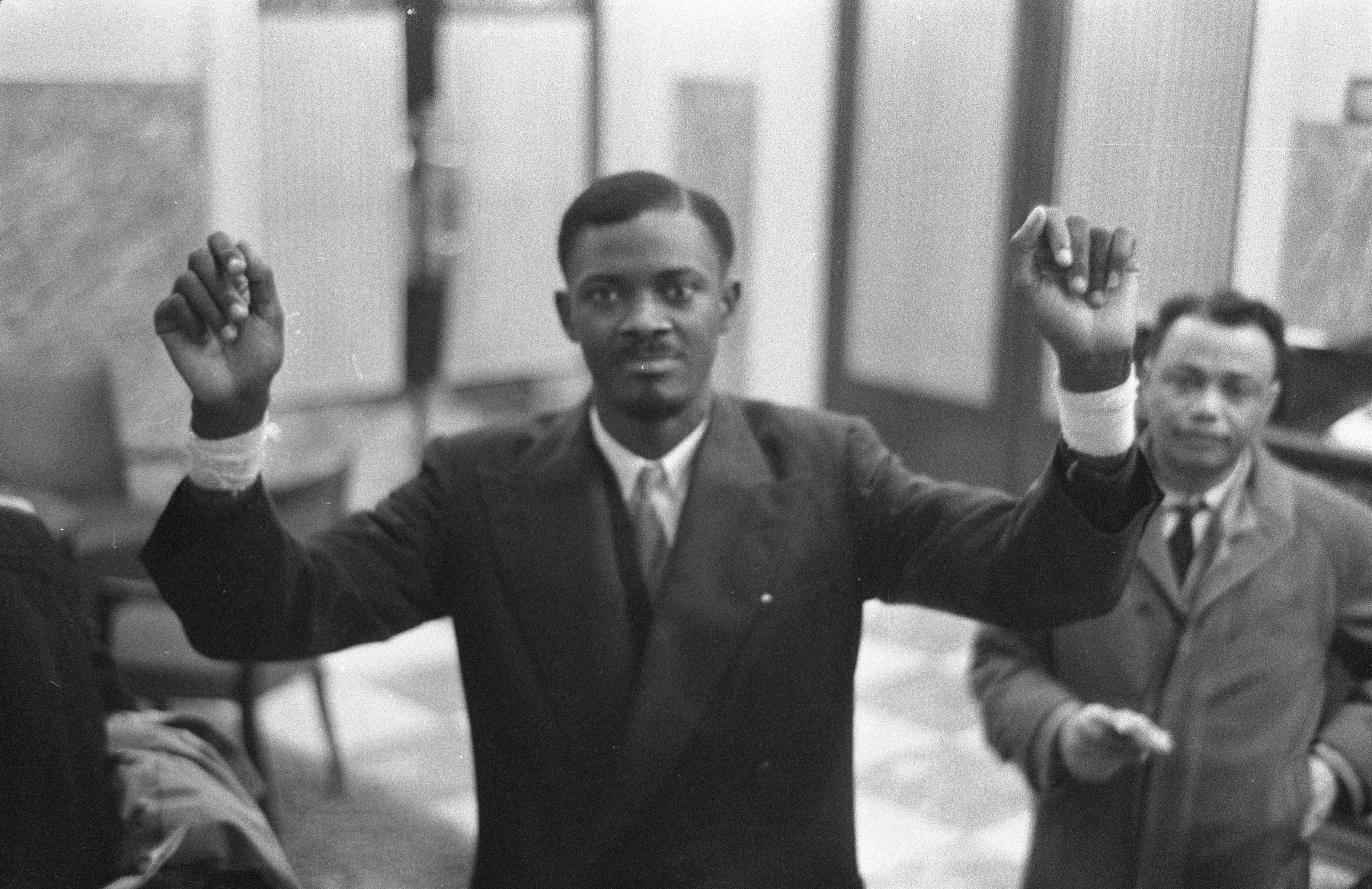
Patrice Lumumba en 1960.

Le 30 juin 1960 l'indépendance du Congo belge est proclamée en tant que « république du Congo »,, Joseph Kasa-Vubu, président ; Lumumba, Premier ministre.
En même temps, l'ancienne colonie française voisine du Moyen-Congo adoptait également le titre de « république du Congo » à son indépendance, le 15 août 1960. Les deux pays se différenciaient en accolant le nom de leur capitale au nom du pays (Congo-Léopoldville puis Congo-Kinshasa à partir de 1966, Congo-Brazzaville).
Dans l'armée du nouvel État indépendant, les Blancs gardent le pouvoir. La radio accuse alors les anciens colons de complot contre le nouvel État, ce qui provoque la colère des soldats bangalas et balubas qui se mettent à persécuter la communauté blanche. La Belgique menace alors d'intervenir militairement.
Le 11 juillet 1960, les dignitaires du Katanga, sous la direction de Kapenda Tshombé Moïse et à l'instigation de quelques colons belges, proclament l'indépendance de l'État du Katanga, en état de sécession depuis juin. Les autorités du Katanga créent alors leur propre monnaie et leur propre police. L'ONU propose sa médiation et Lumumba sollicite la venue des casques bleus, la résolution onusienne est votée le 14 juillet 1960.
Le 20 août 1960, fait sécession le Sud-Kasaï, qui avait également proclamé son indépendance avant l'indépendance du reste du Congo, le 14 juin 1960. Ainsi, le gouvernement central perd ses deux provinces minières. L'ONU ordonne à la Belgique de retirer ses troupes, mais, après plusieurs résolutions contradictoires, rejette l'option militaire et qualifie le conflit au Katanga de « conflit intérieur ». Le 12 aout, la Belgique signe un accord avec Tshombé, reconnaissant de facto l'indépendance du Katanga. Alors que Lumumba décide de réagir en envoyant des troupes reprendre la région, l'ONU revient sur sa position initiale et impose militairement un cessez-le-feu, empêchant l'entrée des troupes congolaises au Katanga. Le 23 août, Lumumba a envoyé des troupes congolaises pour reprendre le Sud-Kasaï, mais les troupes ont perpétré plusieurs grands massacres de Baluba, provoquant une condamnation internationale. Dans un télégramme en date du 26 aout, le directeur de la CIA Allen Dulles indique à ses agents à Léopoldville au sujet de Lumumba : « Nous avons décidé que son éloignement est notre objectif le plus important et que, dans les circonstances actuelles, il mérite grande priorité dans notre action secrète ».
Le 2 septembre 1960, le Premier ministre Lumumba appelle alors l'Union soviétique à l'aide. Les 5-14 septembre, lutte entre Joseph Kasa-Vubu et Lumumba. Les soldats balubas et bangalas n'étant pas représentés dans le gouvernement, ils commettent alors un coup d'État, et renversent le Premier ministre.
Au sein de l'armée, devenue complètement africaine, le général Mobutu Sese Seko prend les rênes et installe un gouvernement de commissaires. Mobutu est bientôt soutenu par les États-Unis, qui voient d'un mauvais œil le socialisme de Lumumba. Les médias occidentaux montrent en effet Lumumba du doigt et saluent la sécession katangaise comme seul rempart de la liberté individuelle contre l'étatisme.
Le 17 janvier 1961, Lumumba est assassiné, il avait été déporté au Katanga par Mobutu. En 1962, le gouvernement central s'attèle à reconquérir les provinces sécessionnistes. Une fois Lumumba éliminé, la reprise du Katanga (renommé en 1971 Province du Shaba) et du Sud-Kasaï marqueront le début de l'ascension du général Mobutu Sese Seko. Les troupes de l'ONU, au départ immobiles, passeront soudainement à l'offensive avec les troupes de Mobutu pour reconquérir les deux provinces rebelles. En janvier 1963 prend fin la sécession katangaise.

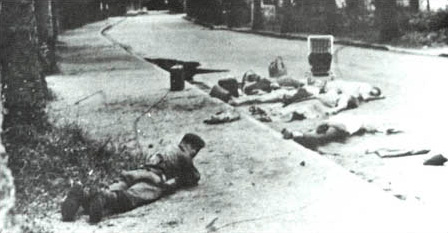
Opération Dragon rouge : soldat belge couché devant des cadavres d’otages tués par les rebelles, en novembre 1964 à Stanleyville.

### République démocratique du Congo sous Mobutu (1965-1997)

#### Premières années (1965-1971)
- 1964 : le titre « république démocratique du Congo », un nouveau drapeau et une nouvelle devise sont adoptés le 1er août 1964 lors de la proclamation de la nouvelle constitution, dite constitution de Luluabourg, adoptée par référendum le 10 juillet précédent[59],[51].
- 1965 : le Congo est pacifié, toutes les révoltes tribales, ethniques ou des partisans de Lumumba sont matées.
- 24-25 novembre 1965: Mobutu Sese Seko renverse Joseph Kasa-Vubu et s'empare définitivement du pouvoir. La libération de Stanleyville (Kisangani depuis 1966) marque le début des années de guerre qui se poursuivirent jusqu'en 1966. Toute cette région vit des atrocités qui firent au moins 500 000 morts civils et militaires. Il faudra l'intervention de troupes étrangères pour mettre fin à ce carnage.
- Après les décrets de 1966, 1967 et 1969, les mines et les plantations sont nationalisées.
- 1969 : les évêques dénoncent les penchants dictatoriaux du régime. Mobutu lance un plan économique qui permettra de doubler la production du cuivre.

#### République du Zaïre sous Mobutu (1971-1997)
| Nom colonial       | Nom actuel    |
| ------------------ | ------------- |
| Léopoldville       | Kinshasa      |
| Stanleyville       | Kisangani     |
| Élisabethville     | Lubumbashi    |
| Jadotville         | Likasi        |
| Albertville        | Kalemie       |
| Cocquilhatville    | Mbandaka      |
| Costermansville    | Bukavu        |
| Bakwanga           | Mbujimayi     |
| Luluabourg         | Kananga       |
| Banningville       | Bandundu      |
| Nouvelle Anvers    | Makanza       |
| Port Francqui      | Ilebo         |
| Paulis             | Isiro         |
| Thysville          | Mbanza-Ngungu |
| Baie-Burton        | Baraka        |
| Leverville         | Lusanga       |
| Baudoinville       | Moba          |
| Ponthierville      | Ubundu        |
| Banzyville         | Mobayi-Mbongo |
| Cattier            | Lufu-Toto     |
| Élisabetha         | Lokutu        |
| Charlesville       | Djokupunda    |
| Aketi Port-Chaltin | Aketi         |
| Bomokandi          | Bambili       |
| Kilomines          | Bambumines    |
| Moerbeke           | Kwilu-Ngongo  |
| Sentery            | Lubao         |
| Vista              | Nsia Mfumu    |
| Wolter             | Luila         |

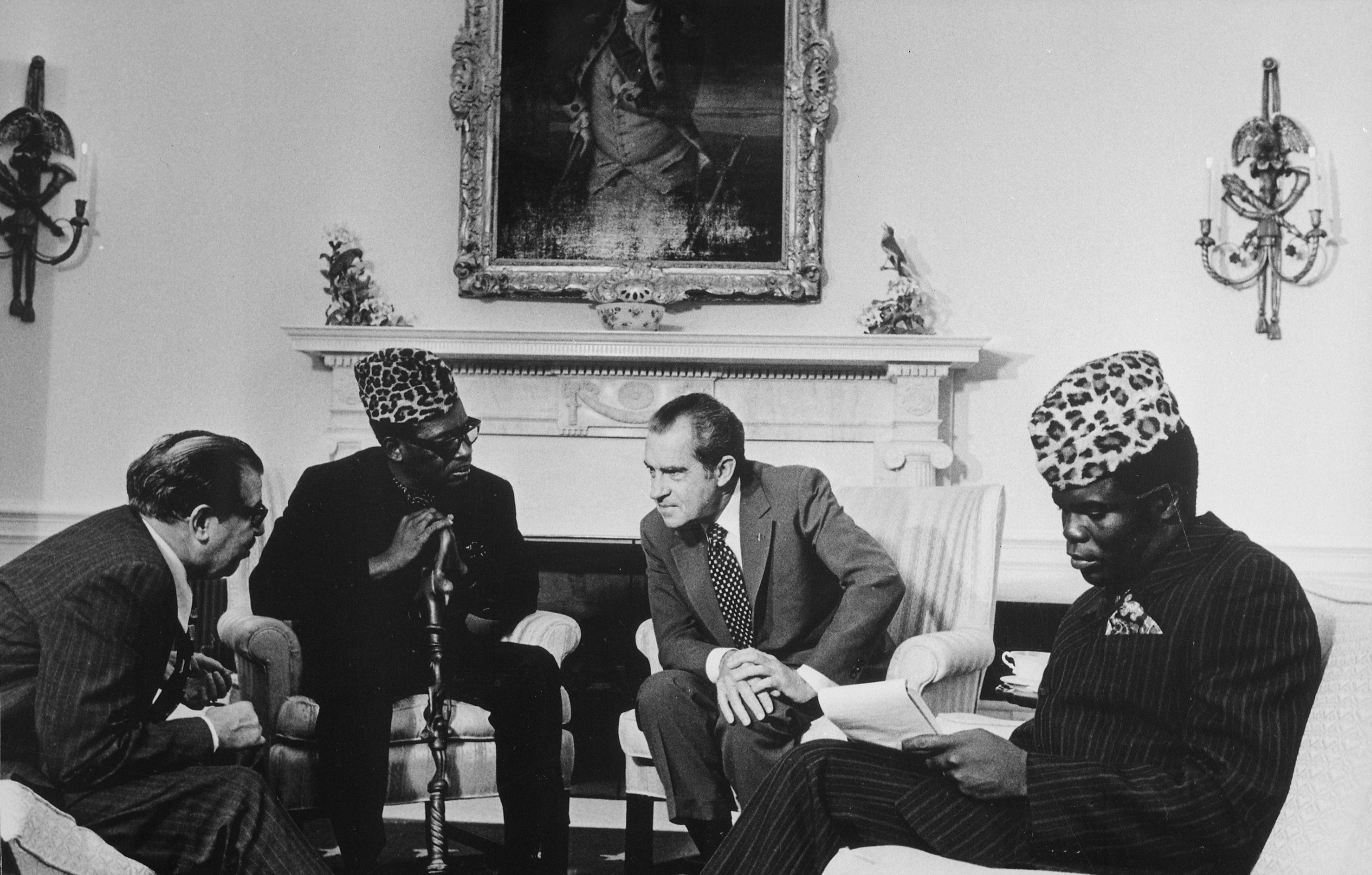
Mobutu Sese Seko et Richard Nixon en 1973.

Dans les années qui suivent la prise du pouvoir par le général Mobutu Sese Seko, ce dernier entame à partir de 1972 une campagne d’« authenticité » afin de maintenir sa popularité. Le pays est renommé république du Zaïre le 27 octobre 1971 d’après un mot local pour rivière, et portera ce nom jusqu’en 1997. Dès lors il n’y aura plus de confusion avec la « République congolaise » voisine dont le nom va aussi être modifié en « république du Congo », mais les deux républiques du Congo étaient généralement distinguées par leur capitale : on parlait de Congo-Léopoldville et de Congo-Brazzaville. De même, le fleuve Congo est rebaptisé Zaïre et une nouvelle monnaie, le zaïre, divisé en 100 makuta (singulier likuta), remplace le franc.
Les noms des personnes sont africanisés. Le général Mobutu prend le nom de Mobutu Sese Seko et oblige tous ses concitoyens à supprimer les prénoms à connotation occidentale et à rajouter un « postnom ». L’abacost est promulgué, interdisant le port de costumes occidentaux, et de nombreuses villes sont rebaptisées.
À partir de 1974, de nombreux biens des étrangers sont confisqués (zaïrianisation), nombre d’étrangers commencent à quitter le pays. Le 25 janvier 1978, au moins 500 personnes sont exécutées par le régime près de la ville d'Idiofa, à la suite de la rébellion d'un mouvement religieux. Les supposés chefs de ce mouvement sont pendus en public. En 1979, des centaines de chercheurs de diamants qui avaient organisé un trafic sont massacrés par les troupes d'élite à Mbujimayi.
L’économie se met à péricliter avec la hausse du prix du pétrole (double choc pétrolier) et la baisse de celui du cuivre. La corruption et la mauvaise gestion entrainent une inflation vertigineuse. La banque centrale de Kinshasa faisant l’objet de ponctions des dirigeants, le FMI impose en 1978 Erwin Blumenthal à la tête de la banque centrale pour endiguer les détournements d’argent mais celui-ci ne peut se maintenir longtemps. Les hauts fonctionnaires zaïrois investissent l’argent détourné sous forme d’avoirs dans des pays occidentaux. Le FMI accorde en 1981 au Zaïre un crédit de 1,2 milliard de dollars pour faciliter la phase de « relance » de l'économie. Le gouvernement licencie alors 35 000 fonctionnaires. Plus d'une trentaine d'entreprises publiques sont privatisées. En septembre 1983, la monnaie est dévaluée de 99,5 %.
Au début des années 1980, un enfant sur deux meurt avant l'âge de cinq ans. Le salaire moyen mensuel d'un ouvrier représente un peu plus de 10 dollars, alors qu'un sac de manioc de 45 kg coûte 52 dollars. L'agriculture d'auto-subsistance s'est de ce fait largement développée pour représenter 20 % du PIB en 1979, contre 12 % en 1976.
En juillet 1983, Mobutu envoie au Tchad une force de 2 700 soldats pour soutenir le régime d'Hissène Habré menacé par des rebelles, qui sont de leur côté soutenus par la Libye. Ayant ainsi donné des gages d'« anti-kadhafisme », Mobutu se rend à Washington, où il obtint la prise en charge des frais de l'expédition zaïroise par le budget américain, mais aussi un rééchelonnement de la dette du Zaïre à l'égard des États-Unis et la garantie de nouveaux investissements américains dans le pays. Les tensions sont fortes avec la Ligue arabe du fait de ses bonnes relations avec Israël (qui prend notamment en main l'encadrement de sa garde personnelle, dont il doutait de la loyauté). Les tensions montent également avec l'Angola, où il soutient les rebelles de l'UNITA contre le régime procommuniste.

#### Affaiblissement du régime zaïrois (1977-1996)
- 1977 : Première guerre du Shaba.
- 1978 : Seconde guerre du Shaba.
- 1979 : une répression de l'armée zaïroise provoque la mort de plus de 300 creuseurs de diamant indépendants au Kasaï, au mois de juillet, protestation des parlementaires, dont le Kasaïen Étienne Tshisekedi.
- 1982 : création d'un parti d'opposition, l'Union pour la démocratie et le progrès social (UDPS), par 13 parlementaires qui seront condamnés à 15 ans de prison. Un expert du FMI, Erwin Blumenthal, rend un rapport sévère sur la corruption du régime.
- 1990 : Mobutu Sese Seko annonce la fin du parti unique (24 avril). Le multipartisme ne sera autorisé que le 18 décembre. Un massacre d'étudiants à l'Université de Lubumbashi par des membres de la garde présidentielle fait un nombre indéterminé de victimes. La coopération belge est suspendue. Création du front de l'opposition, qui réclame une conférence nationale (août).
- 1991 : début de la conférence nationale (août) sous la direction du premier ministre Mulunda Lukoji. Le 23 septembre les militaires impayés se livrent à de graves pillages à Kinshasa ainsi que dans plusieurs autres villes du pays. Mobutu affaibli acceptera de négocier avec l'opposition politique pour aboutir aux accords du Palais de Marbre qui conduiront à la nomination de l'opposant Étienne Tshisekedi de l'Udps comme Premier ministre. Il le reste du 1er au 21 octobre, date à laquelle il fut limogé par le président Mobutu Sese Seko pour être remplacé par Mungulu Diaka et ensuite Nguz Karl-i-Bond.
- 1992 : Le premier ministre Nguz Karl-i-Bond suspend les travaux de la Conférence Nationale devenue trop insolente aux yeux de Mobutu (janvier). Le 16 février, une marche des chrétiens pour obtenir la réouverture de la Conférence Nationale ainsi que sa souveraineté est réprimée dans le sang par les militaires sous le gouvernement du premier ministre Nguz Karl-i-Bond et son ministre de la défense Honore Ngdanda (19 morts et plusieurs blessés). Cet incident grave conduit le 6 avril à la réouverture de la Conférence nationale, qui se déclare Souveraine (CNS) et installe à sa tête Laurent Monsengwo pour diriger les travaux. Le 15 août Étienne Tshisekedi est élu premier ministre par la CNS. Cette dernière clôturera ses travaux en décembre 1992 après avoir jeté les bases de la démocratisation. Mobutu travaille à saper ses résultats, notamment par l'introduction anomique de nouvelles coupures de zaïre, monnaie aussitôt démonétisée par le Premier Ministre.
- 1993 : le parlement mis en place par la CNS annonce une procédure de destitution du président Mobutu pour haute trahison (15 janvier). Pillages à Kinshasa, lancés par les militaires (24-29 janvier). Plus de 1 000 morts sont déplorés. Évacuation de 1 300 Occidentaux.
- 1993 : des heurts interethniques au nord Kivu entre rwandophones (Hutus et Tutsis) et non rwandophones (les autres ethnies locales de Nord-Kivu) font 4 000 morts. Création de la monnaie Nouveau zaïre, qui vaut 3 millions de zaïres anciens.
- 1994 : alors que le Front patriotique rwandais gagne la guerre contre l'armée génocidaire au Rwanda, Mobutu Sese Seko accorde à la France le droit d'utiliser le Kivu comme base arrière de son opération « turquoise », qui permet la fuite au Zaïre du gouvernement, de l'armée et des milices génocidaires rwandais avec leurs armes, ainsi qu'un million de civils (juin-juillet 1994). Malgré la législation internationale, ceux-ci s'installeront dans des camps très proches de la frontière, d'où les soldats et miliciens mèneront des attaques meurtrières contre le Rwanda en utilisant des réfugiés civils comme otages et bouclier humain.

#### Première guerre du Congo (1996-1997) et effondrement du régime
En 1996, les tensions provenant de la guerre civile et du génocide des Tutsi au Rwanda se propagent au Zaïre. La milice Hutu rwandaise Interahamwe, ayant fui le Rwanda à la suite de l'installation d'un gouvernement Tutsi, s'est mise à utiliser les camps de réfugiés Hutus dans l'Est du Zaïre comme bases pour des raids contre le Rwanda.
Une manifestation anti-Banyamulenge (Tutsis congolais du Sud-Kivu) marque le début de la rébellion contre Mobutu, avec l'appui des pays voisins.
Le Rwanda disperse par la force les camps des réfugiés Hutus à la frontière et appelle à rentrer au pays. La majorité s'exécute, mais une partie, surtout les hommes en armes prennent la direction de l'ouest et la plupart d'entre eux disparaîtront dans la forêt, et une partie, tuée par l'armée rwandaise qui la poursuivait. Mobutu Sese Seko se fait soigner en Suisse, pendant que l'armée zaïroise brille par son absence dans la guerre contre la coalition anti-Mobutu pour la conquête du Zaïre.
Ces milices Hutu se sont vite associées avec les forces armées du Zaïre pour lancer une campagne contre les Tutsis congolais vivant dans l'Est du Zaïre.
Par la suite, une coalition des armées rwandaise et ougandaise, sous le couvert d'une petite milice Tutsi, a envahi le Zaïre afin de combattre la milice Hutu, de renverser le gouvernement de Mobutu et finalement, de prendre le contrôle des ressources minières du Zaïre. Ils ont été très vite rejoints par différents hommes politiques du Zaïre, qui s'étaient opposés pendant nombre d'années sans succès à la dictature de Mobutu et qui voyaient une opportunité pour eux dans l'invasion de leur pays par deux des plus fortes armées de la région.
Cette coalition de quatre rébellions agrandie de deux armées étrangères et des figures d'opposition de longue date, menée par Laurent-Désiré Kabila, prend le 25 octobre le nom d'Alliance des forces démocratiques pour la libération du Congo (AFDL). Leur objectif, de manière plus large, était de chasser Mobutu et de prendre le contrôle des richesses du pays.
À la fin des années 1990, les « juniors » canadiennes, investies dans plus de 8 000 propriétés minières, dans plus de 100 pays, pour la plupart encore à l'État de projet multiplient les contrats signés dans les zones de conflit de la république démocratique du Congo, même s'il reste compliqué d'extraire les métaux, cuivre et cobalt en raison des conflits.
Le 2 janvier 1997, Kinshasa annonce une réplique « foudroyante » contre les rebelles. Chute de Kisangani, troisième ville du pays le 15 mars. Le lendemain, Bruxelles estime que « l'époque Mobutu est révolue. »
Le 4 avril 1997, chute de Mbujimayi, capitale du diamant, et dans les jours qui suivent, chutes de Kananga, Kolwezi, Kikwit, Lisala.
Le 4 mai 1997, se tient un face-à-face entre Mobutu Sese Seko et Laurent-Désiré Kabila sur un bateau sud-africain, l'Outeniqa, au large de Pointe-Noire en république du Congo.

### Seconde république démocratique du Congo (depuis 1997)

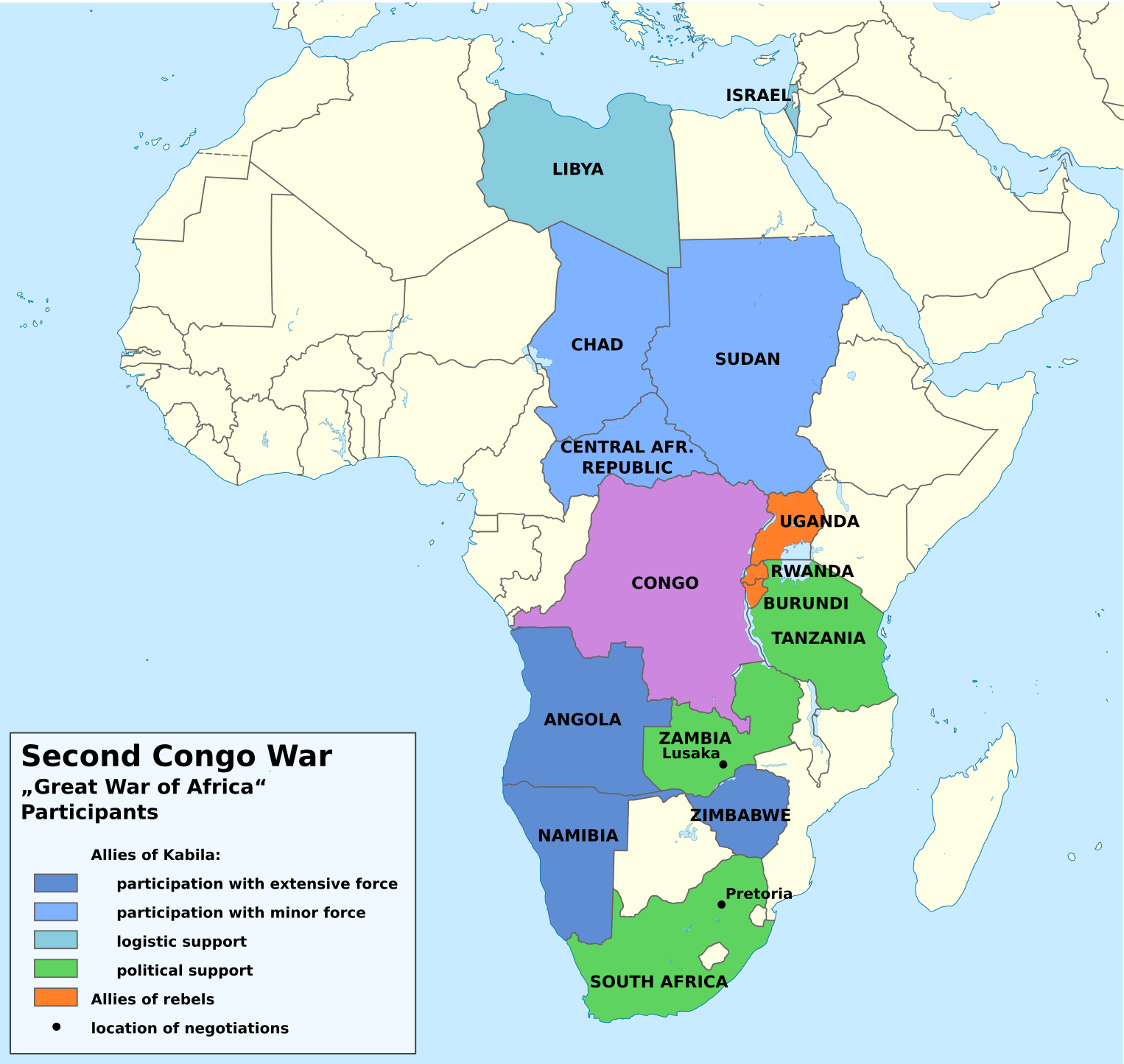
Participants de la deuxième guerre du Congo.

#### Présidence de Laurent-Désiré Kabila (1997-2001)
Le 17 mai 1997, les troupes de Laurent-Désiré Kabila entrent dans Kinshasa sans rencontrer de résistance. Kabila, depuis Lubumbashi, se déclare président du pays, qu'il rebaptise république démocratique du Congo. Mobutu, malade, trouve refuge à Gbadolite pour s'exiler ensuite au Maroc, où il meurt en septembre à Rabat.
Quelques mois plus tard, le président Laurent-Désiré Kabila remercie toutes les forces armées étrangères qui l'ont aidé à renverser Mobutu, et leur demande de retourner dans leurs pays. Il avait peur que les officiers militaires rwandais qui commandaient son armée ne complotent un coup d'État contre lui dans le but de placer au pouvoir un Tutsi qui répondrait directement au président du Rwanda, Paul Kagame. Cette annonce n'a pas été bien accueillie par les gouvernements rwandais et ougandais, qui comptaient prendre le contrôle de leur grand voisin.[réf. nécessaire]
En février 1998, Tshisekedi est relégué au Kasaï, il sera libéré en juillet. Kabila nomme un chef d'état-major katangais à la place du Rwandais qui occupait ce poste, avant de remercier les soldats étrangers (juillet). Kinshasa rompt avec ses alliés rwandais et ougandais, et commence une rébellion contre Kabila, soutenue par Kigali, Kampala et Bujumbura. Le Zimbabwe, l'Angola, le Tchad et la Namibie interviennent militairement aux côtés de Kinshasa.

#### Deuxième guerre du Congo (1998-2002)
Deux mouvements rebelles apparaissent :
- les troupes rwandaises se sont alors retirées jusqu'à Goma, d'où elles ont lancé une nouvelle milice, ou mouvement rebelle, baptisé Rassemblement congolais pour la démocratie (RCD), mené par les Tutsis pour combattre leur ancien allié, le président Kabila ;
- pour contrebalancer le pouvoir et l'influence du Rwanda en RDC, les troupes ougandaises créent un autre mouvement rebelle, appelé Mouvement pour la Libération du Congo (MLC), mené par le chef de guerre congolais Jean-Pierre Bemba, fils du milliardaire congolais Jeannot Bemba Saolona.

Ces deux mouvements, soutenus par les troupes rwandaises et ougandaises, déclenchent la deuxième guerre du Congo en attaquant, le 2 août 1998, l'armée encore fragile de la RDC. Le conflit durera jusqu'en 2002.
Le 10 août 1998, le président Laurent-Désiré Kabila et quasiment l'ensemble de son gouvernement se retirent à Lubumbashi, où s'organise la résistance militaire. Resté à Kinshasa en ministre de la guerre, Didier Mumengi, ministre de l'Information et porte-parole du gouvernement, lance le mot d'ordre de résistance populaire. Il invente le slogan « la Paix se gagne » et organise des Forces d'auto-défense populaire (FAP). Les mouvements rebelles et leurs alliés rwandais et ougandais échouent à Kinshasa. L'Angola, le Zimbabwe et la Namibie s'impliquent militairement du côté du gouvernement de Laurent-Désiré Kabila, pour défendre l'intégrité territoriale de la RDC, pays membre comme eux du SADC (Communauté de développement d’Afrique australe). La guerre s'enlise à l'Est du pays.
Pour tenter de rétablir la paix et l'intégrité du pays, l'ONU décide en 1999 l'envoi d'une mission internationale intérimaire de surveillance et de maintien de la paix, la MONUC, en attendant la présence d'appuis militaires de différents pays.
En mai 1999 intervient la première scission de la rébellion, qui sera suivi de plusieurs autres. En juillet-août, un accord de paix est signé à Lusaka, qui prévoit un Dialogue intercongolais pour jeter les bases d'un nouveau départ. Un premier combat rwando-ougandais a lieu sur le territoire congolais, à Kisangani. Kabila crée en novembre des unités d'auto-défense. En mai-juin 2000 de nouveaux combats rwando-ougandais ont lieu à Kisangani.
Le 16 janvier 2001, Laurent-Désiré Kabila est assassiné par un de ses gardes du corps. Son fils Joseph Kabila est désigné par le gouvernement pour assurer l'intérim (en attendant « le rétablissement du blessé », que tous savent pourtant déjà mort). Kinshasa reconnaît enfin le décès de Laurent-Désiré Kabila le 18 janvier.

#### Gouvernement intériméraire de Joseph Kabila (2001-2003)
Joseph Kabila, proclamé chef de l'État, prête serment le 26 janvier et appelle à des négociations pour la paix. À Gaborone, s'ouvre une réunion préparatoire au Dialogue intercongolais : celui-ci ne s'ouvrira officiellement à Addis-Abeba que le 15 octobre, et les négociations continuent sans mettre réellement fin au désordre.
En février 2001, un accord de paix est signé entre Kabila, le Rwanda et l'Ouganda, suivi de l'apparent retrait des troupes étrangères. Les troupes de maintien de la paix de l'ONU, la MONUC, arrivent en avril, afin de soutenir les difficiles efforts de paix ou au moins soutenir le cessez-le-feu, protéger les populations et les organisations humanitaires prêtant assistance aux nombreux réfugiés et déplacés.
Cependant, le conflit éclate à nouveau en janvier 2002 à la suite d'affrontements entre des groupes ethniques dans le Nord-est ; l'Ouganda et le Rwanda mettent alors fin au retrait de leurs troupes et en envoient de nouvelles. Des négociations entre Kabila et les chefs rebelles aboutissent à la signature d'un accord de paix par lequel Kabila devra désormais partager le pouvoir avec les anciens rebelles.
Le 15 février 2002 s'ouvre réellement en Afrique du Sud le Dialogue intercongolais : l'accord de paix est signé à Prétoria en décembre; le Dialogue sera clôturé en avril 2003.

#### Gouvernement de transition (2003-2006)
Le 4 avril 2003, la Cour d'ordre militaire (COM), condamne, sans convaincre, 30 personnes à mort pour l'assassinat de Laurent Kabila.
La même année se met en place le gouvernement de transition « 4+1 » (quatre vice-présidents et un président) : Abdoulaye Yerodia Ndombasi (PPRD), Jean-Pierre Bemba (MLC), Azarias Ruberwa (RCD), Arthur Z'ahidi Ngoma (société civile), ainsi que Joseph Kabila (PPRD).
En juin 2003, l'armée rwandaise est la seule de toutes les armées étrangères à ne pas s'être retirée du Congo. L'essentiel du conflit était centré sur la prise de contrôle des importantes ressources naturelles du pays, qui incluent les diamants, le cuivre, le zinc, et le coltan.
En mars 2004 échoue une tentative de coup d'état attribuée à d'anciens mobutistes.
En mai 2004, des militaires banyamulenge déclenchent une mutinerie à Bukavu, sous les ordres du général tutsi congolais Laurent Nkunda, et prennent Bukavu le 2 juin. Ces mutins abandonnent la ville le 9 juin sous la pression internationale. Les 3 et 4 juin, dans les grandes villes congolaises, sont organisées des manifestations anti-rwandaises par des étudiants, qui tournent à l'émeute anti-ONU au Kivu. Le 11 juin, des membres de la garde présidentielle tentent un coup d'état. Le RCD-Goma suspend sa participation au gouvernement; il reviendra sur sa décision le 1er septembre.
En janvier 2005 des émeutes se déclenchent à Kinshasa lorsque la Commission électorale envisage publiquement un report de la date des élections, comme le lui permettent les textes. La MONUC déclenche une offensive militaire, médiatique et diplomatique contre les milices lendues et hemas, après la mort de neuf casques bleus banglashis, tués en Ituri par ces dernières. La Cour pénale internationale annonce ses premiers mandats d'arrêts pour 2005 dont un accusé en Ituri.
En mai, l'avant-projet de constitution est approuvé par le parlement. Fin juin, celui-ci décide de prolonger la transition de six mois. Un gouvernement de transition est établi jusqu'aux résultats de l'élection.
Une constitution est approuvée par les électeurs, et le 30 juillet 2006, les premières élections multipartites du Congo depuis son indépendance (en 1960) se tiennent :
- Joseph Kabila obtient 45 % des voix,
- Son opposant, Jean-Pierre Bemba, 20 %.

Les résultats de l'élection sont contestés et cela se transforme en une lutte frontale, entre les partisans des deux partis, dans les rues de la capitale, Kinshasa, du 20 au 22 août 2006. Seize personnes sont tuées avant que la police et les troupes MONUC de l'ONU ne reprennent le contrôle de la ville.
Une nouvelle élection a lieu le 29 octobre 2006, et Kabila remporte 58 % des voix. Bien que tous les observateurs neutres se félicitent de ces élections, Bemba fait plusieurs déclarations publiques dénonçant des irrégularités dans les élections.

#### Présidence de Joseph Kabila (2006-2019)

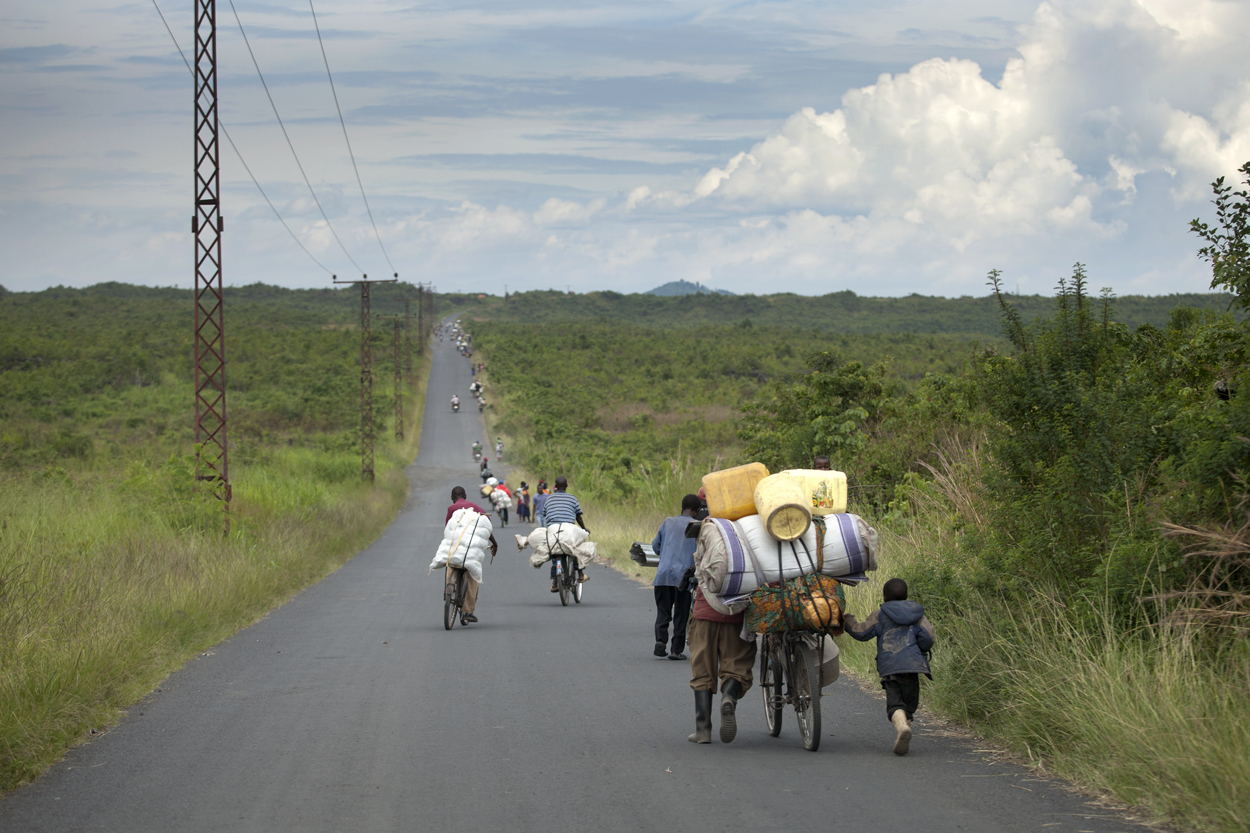
Nord-Kivu, en 2012.

Le 6 décembre 2006, Joseph Kabila prête serment comme président de la République et le gouvernement de transition prend fin. La fragilité du nouveau gouvernement a permis l'installation d'affrontements répétés et de violations des droits de l'homme.
Dans l'affrontement se déroulant dans la région du Kivu, les Forces démocratiques de libération du Rwanda (FDLR) continuent de menacer la frontière rwandaise et les Banyarwandas ; le Rwanda soutient les rebelles du RCD-Goma (Rassemblement congolais pour la démocratie) contre Kinshasa ; et une offensive rebelle ayant eu lieu fin octobre 2008 a causé une crise de réfugiés à Ituri, où les forces de MONUC se sont révélées incapables de maîtriser les nombreuses milices et groupes à l'origine du conflit d'Ituri.
Dans le Nord-Est, la LRA de Joseph Kony (LRA pour Lord's Resistance Army, l'Armée de résistance du Seigneur), s'est déplacée depuis sa base originelle en Ouganda (où elle a mené une rébellion pendant vingt ans) ou au Sud-Soudan, jusqu'en république démocratique du Congo, en 2005, et a établi des campements dans le parc national de Garamba.
Dans le Nord du Katanga, les Maï-Maï (anciennes milices créées par Laurent-Désiré Kabila pour lutter contre les milices rwandaises et ougandaises dans le Kivu, mais oubliées dans l'accord de Lusaka en 1999) ont échappé au contrôle de Kinshasa.
Depuis novembre 2010, l'ancienne mission de maintien de la paix de l'ONU, la MONUC qui n'était pas parvenue à désarmer les milices rwandaises, est renforcée militairement pour intervenir dans l'est du pays et devient la MONUSCO, mais plusieurs dissidences et révoltes persistent et de nombreuses violences continuent.
Dans la nuit du 4 au 5 novembre 2013, l'armée congolaise appuyée par une brigade d'intervention de l'ONU chasse les rebelles du M23 des dernières positions qu'ils occupaient dans les montagnes du Nord-Kivu, à la frontière du Rwanda et de l'Ouganda ; les rebelles déposent les armes et dissolvent leur mouvement en décembre 2013 dans un traité de paix signé à Nairobi.
En 2015, des tensions apparaissent dans la perspective de l'élection présidentielle de 2016 et d'un éventuel prolongement de mandat de Joseph Kabila. L'article 70 de la Constitution du pays, datée de 2006, dispose que le président de la République est élu pour un mandat de cinq ans renouvelable une seule fois. Prétextant un délai supplémentaire de seize mois et un jour pour finaliser l’enregistrement des 30 millions d’électeurs, la commission électorale annonce le 20 août 2016, que l'élection présidentielle ne peut pas se dérouler avant juillet 2017. Le 19 septembre 2016, lors d’un rassemblement à Kinshasa contre le maintien au pouvoir de Joseph Kabila, au moins dix-sept personnes meurent (3 policiers et 14 civils) durant la manifestation. Après la crise de confiance dans les institutions résultant de cette décision, des mouvements insurrectionnels sont signalés dans différentes provinces : milice Kamwina Napsu dans le Kasaï-Central, Bundu dia Kongo dans le Kongo-Central, Pygmées contre Bantous dans le Tanganyika, réactivation du M23. L'économie pâtit de la situation, et le phénomène des enfants soldats est en recrudescence.
Le 12 mars 2017, deux experts de l'ONU, Zaida Catalán (Suédoise) et Michael Sharp (Américain) sont portés disparus alors qu'il enquêtaient dans la province du Kasaï central sur des fosses communes liées au conflit armé qui avait éclaté dans la région après la mort du chef coutumier Kamuina Nsapu, tué par les forces de sécurité en août 2016. Plusieurs enquêteurs onusiens s'interrogent sur le rôle de Kinshasa. Les militaires congolais restreignent les déplacements des casques bleus uruguayens chargés d'enquêter sur la zone de la disparition. Le 27 mars, les cadavres des deux experts sont retrouvés dans un village, enterrés dans une fosse avec une troisième personne de nationalité congolaise. Zaida Catalan a été décapitée. Dans la semaine qui suit, une vidéo de l’exécution par balle des deux experts fuite dans la presse. Selon la version officielle, ils ont été exécutés par des miliciens de la secte Kamuina Nsapu. Mais, en juin 2017, un rapport remis au Conseil de sécurité de l'ONU estimait que ce double meurtre était un "guet-apens prémédité" et n'excluait pas l'implication de membres de la sécurité d'État. Le 29 janvier 2022, la justice militaire congolaise prononce, 51 condamnations à mort. Malgré tout, les quatre ans de procès n'ont pas répondu à toutes les questions sur l'assassinat des experts onusiens et n'ont pas permis d'identifier d'éventuels commanditaires.
Le 11 octobre 2017, le président de la Commission électorale nationale indépendante (Ceni), Corneille Nangaa, annonce que le scrutin pour remplacer Joseph Kabila ne pourra pas avoir lieu avant 504 jours, en raison du recensement encore en cours dans les régions du Kasaï, jusqu'en décembre 2017, puis de l’audit du fichier électoral par les experts, de l’élaboration de la loi portant répartition des sièges au parlement et de plusieurs autres opérations techniques et logistiques nécessaires avant la tenue des élections, prévue au premier semestre 2019. Ce nouveau report des élections suscite l'indignation de l'opposition, ainsi que nombre d'ONG.

#### Présidence de Félix Tshisekedi (2019-2023)
Le 30 décembre 2018, les élections ont lieu et le 10 janvier 2019, le président de la CENI, Corneille Nangaa proclame Félix Tshisekedi président de la république démocratique du Congo. Le président Tshisekedi prête serment le 24 janvier 2019 au Palais de la Nation, résidence officielle des présidents congolais.
Félix Tshisekedi a noué une alliance de circonstance pendant la campagne électorale avec le parti de Joseph Kabila, devenu sénateur à vie et qui conserve ainsi une influence sur le pouvoir. Leur principal opposant, Martin Fayulu, donné un moment vainqueur de l'élection présidentielle, sur la base d'une fuite de données de la CENI et par la mission d’observation de l’Église catholique congolaise, est contraint de s'incliner devant le résultat annoncé, probablement truqué. La Cour constitutionnelle a rejeté son recours. Par cette alliance, Félix Tshisekedi joue aussi la stabilité et prépare la suite de son mandat en composant avec l'assemblée législative où le parti de Kabila possède 337 sièges sur 500,.
Le 6 décembre 2020, le président met fin à la coalition avec Kabila. Les proches de ce dernier sont alors écartés et les autres politiciens rejoignent Félix Tshisekedi. Le nouvel exécutif compte 56 membres dont 14 femmes. Leur objectif sera de « lutter contre la corruption et la misère qui touche les deux tiers de la population et ramener la paix dans l’est du pays, ensanglanté par les violences des groupes armés ».
En juin 2022, le FMI déclare que la situation fiscale de la RDC est satisfaisante, évoquant "des résultats meilleurs que prévus" et supérieurs aux attentes, ce qui va permettre de décaisser 203 millions de dollars « pour répondre aux besoins de financement de la balance de paiement », soit 653 millions de dollars transférés à Kinshasa depuis un an. En 2021, le pays a notamment été porté par la hausse du prix des métaux.
Présidence de Félix Tshisekedi (2024-)

## Politique et administration

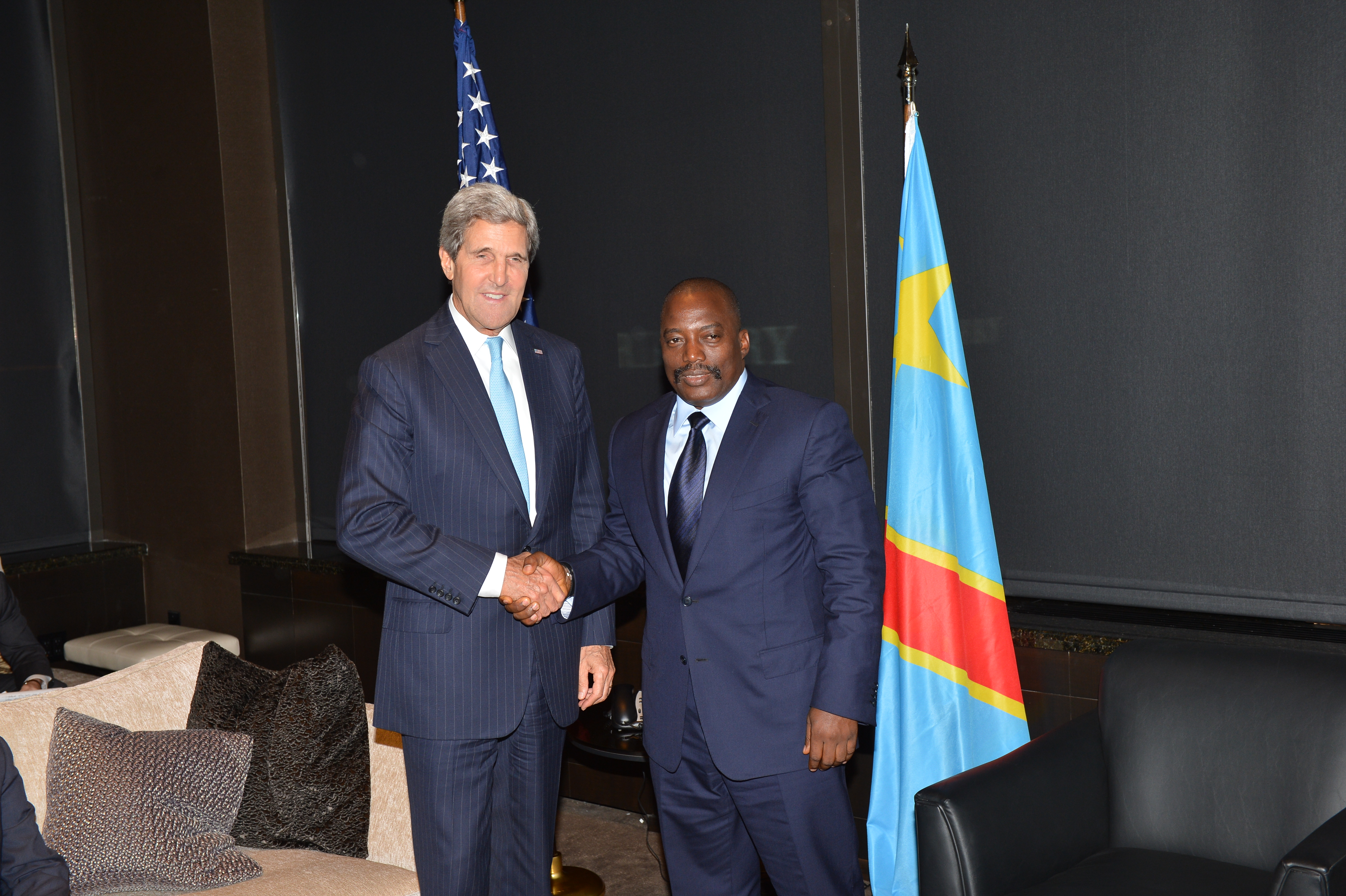
Joseph Kabila et John Kerry, en 2013.

### Divisions administratives avant juin 2015
Le Congo est divisé en vingt-six provinces. Auparavant on en comptait onze (voir la carte ci-contre). Ces nouvelles subdivisions ont notamment pour objectif d'éloigner les risques de sécession de certaines grandes régions congolaises, comme le Katanga.
Les différents niveaux de subdivision sont les suivants :
1. province ;
2. ville ;
3. territoire ;
4. collectivité (secteur ou chefferie) ;
5. groupement.

### Divisions administratives depuis juin 2015
,
| Carte cliquable |
| --- |
| \| Bas-Uele Équateur Haut-Katanga Haut-Lomami Haut-Uele Ituri Kasaï Kasaï-Centr. Kasaï-Or. Kinshasa Kongo Central Kwango Kwilu Lomami Lualaba Mai-Ndombe Maniema Mongala Nord-Kivu Nord-Ubangi Sankuru Sud-Kivu Sud-Ubangi Tanganyika Tshopo Tshuapa \| |
| Bas-Uele Équateur Haut-Katanga Haut-Lomami Haut-Uele Ituri Kasaï Kasaï-Centr. Kasaï-Or. Kinshasa Kongo Central Kwango Kwilu Lomami Lualaba Mai-Ndombe Maniema Mongala Nord-Kivu Nord-Ubangi Sankuru Sud-Kivu Sud-Ubangi Tanganyika Tshopo Tshuapa       |

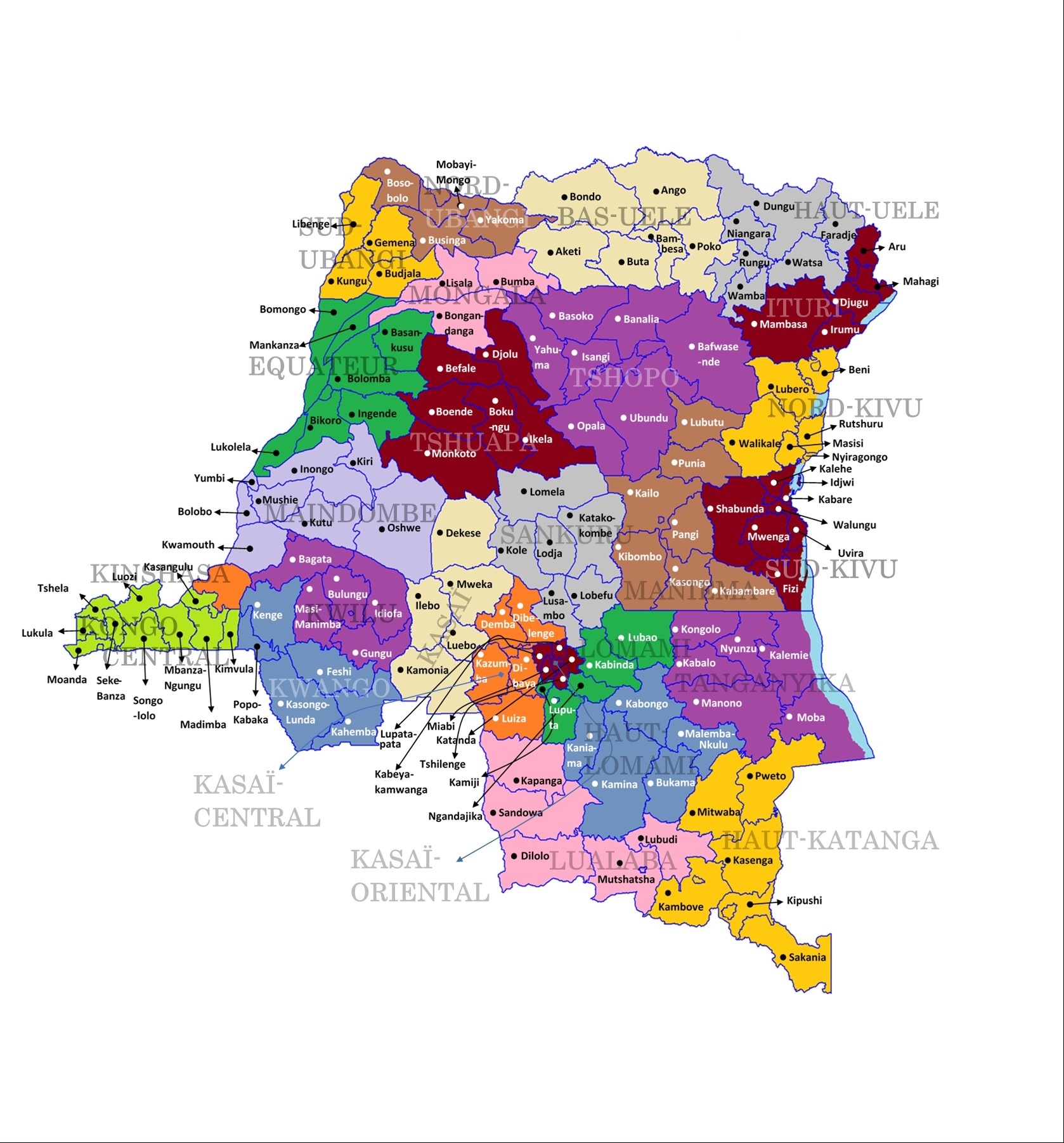
Carte administrative des territoires de la RDC par province
Depuis 2015, la RDC est subdivisée en de nouvelles provinces telles qu'elles apparaissent ci-haut ; notamment avec leurs territoires respectifs qui se sont vus réduits en nombre par rapport aux anciennes provinces qui comptaient plus d'une douzaine de territoires en moyenne. C'est en effet dans le but de décentraliser les villages et les collectivités intérieurs du pays que ce découpage a été rendu effectif. Au total, 145 territoires sont répartis sur toute l'étendue du pays.
| #  | État           | Capitale       | Superficie (km2) | Population (2015) |
| -- | -------------- | -------------- | ---------------- | ----------------- |
| 1  | Bas-Uele       | Buta           | 148 331          | 1 138 000         |
| 2  | Équateur       | Mbandaka       | 103 902          | 1 528 000         |
| 3  | Haut-Katanga   | Lubumbashi     | 132 425          | 4 617 000         |
| 4  | Haut-Lomami    | Kamina         | 108 204          | 2 957 000         |
| 5  | Haut-Uele      | Isiro          | 89 683           | 1 864 000         |
| 6  | Ituri          | Bunia          | 65 658           | 3 650 000         |
| 7  | Kasaï          | Tshikapa       | 95 631           | 2 801 000         |
| 8  | Kasaï-Central  | Kananga        | 60 958           | 3 317 000         |
| 9  | Kasaï-Oriental | Mbujimayi      | 9 481            | 3 145 000         |
| 10 | Kinshasa       | Kinshasa       | 9 965            | 11 575 000        |
| 11 | Kongo-Central  | Matadi         | 53 920           | 5 575 000         |
| 12 | Kwango         | Kenge          | 89 974           | 2 152 000         |
| 13 | Kwilu          | Bandundu Ville | 78 219           | 5 490 000         |
| 14 | Lomami         | Kabinda        | 56 426           | 2 443 000         |
| 15 | Lualaba        | Kolwezi        | 121 308          | 2 570 000         |
| 16 | Mai-Ndombe     | Inongo         | 127 465          | 1 852 000         |
| 17 | Maniema        | Kindu          | 132 520          | 2 333 000         |
| 18 | Mongala        | Lisala         | 58 141           | 1 740 000         |
| 19 | Nord-Kivu      | Goma           | 59 483           | 6 655 000         |
| 20 | Nord-Ubangi    | Gbadolite      | 56 644           | 1 269 000         |
| 21 | Sankuru        | Lusambo        | 104 331          | 2 110 000         |
| 22 | Sud-Kivu       | Bukavu         | 65 070           | 5 772 000         |
| 23 | Sud-Ubangi     | Gemena         | 51 648           | 2 458 000         |
| 24 | Tanganyika     | Kalemie        | 134 940          | 3 062 000         |
| 25 | Tshopo         | Kisangani      | 199 567          | 2 352 000         |
| 26 | Tshuapa        | Boende         | 132 957          | 1 600 000         |

Note : Bandundu ville est finalement devenue le chef-lieu de Province de Kwilu et de même la ville de Tshikapa pour la Province de Kasaï.

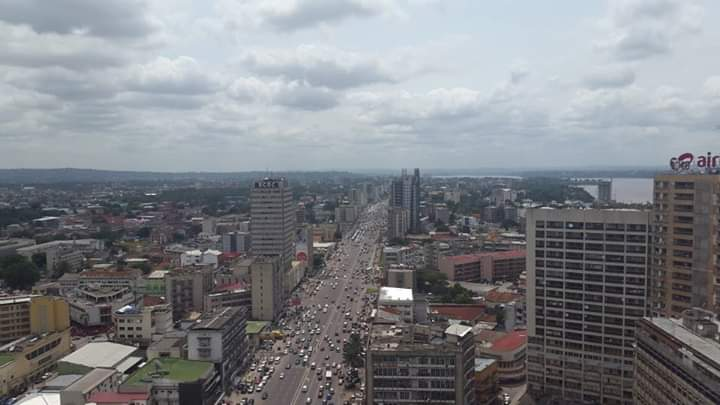
Kinshasa.

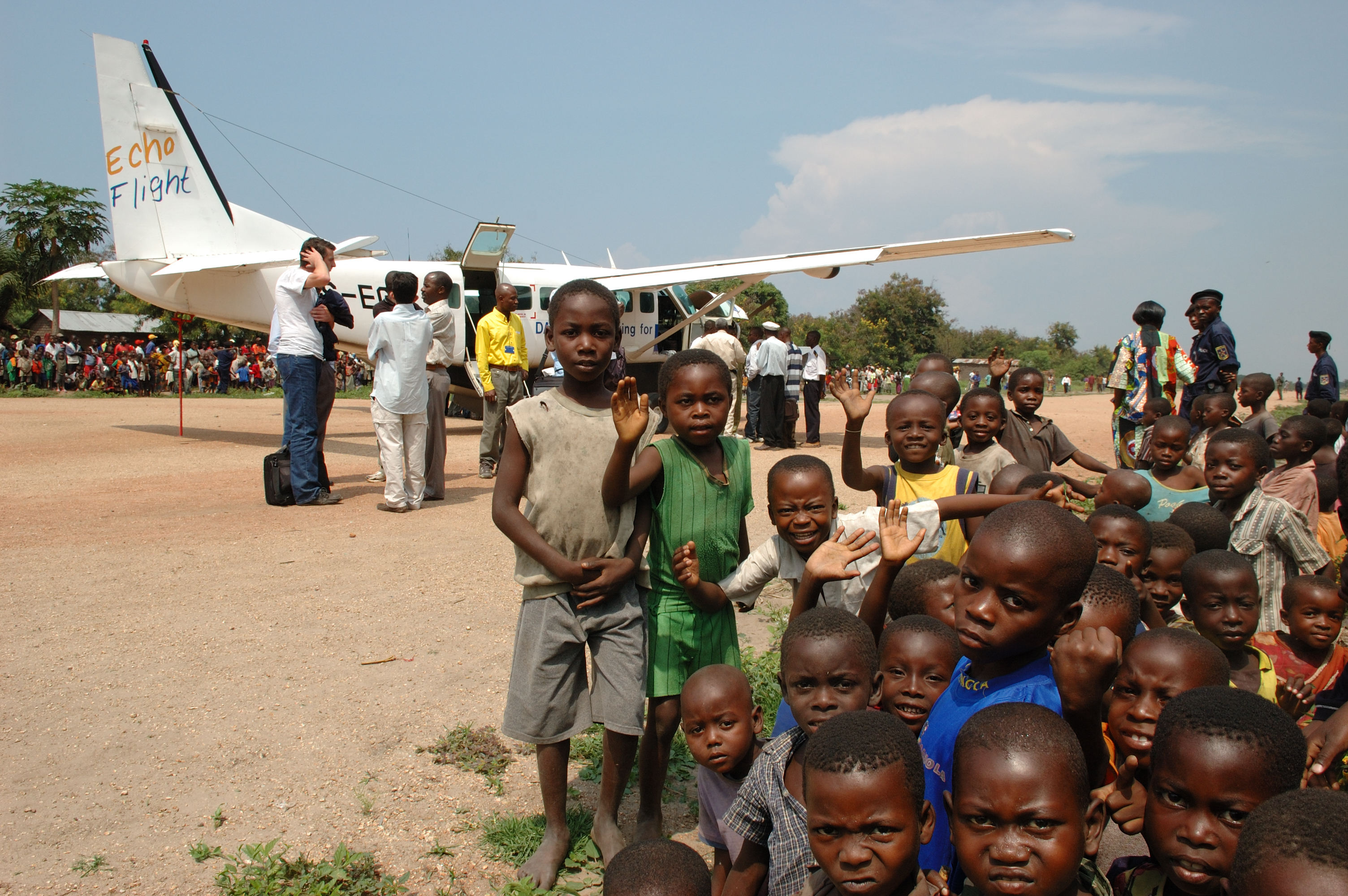
Baraka.

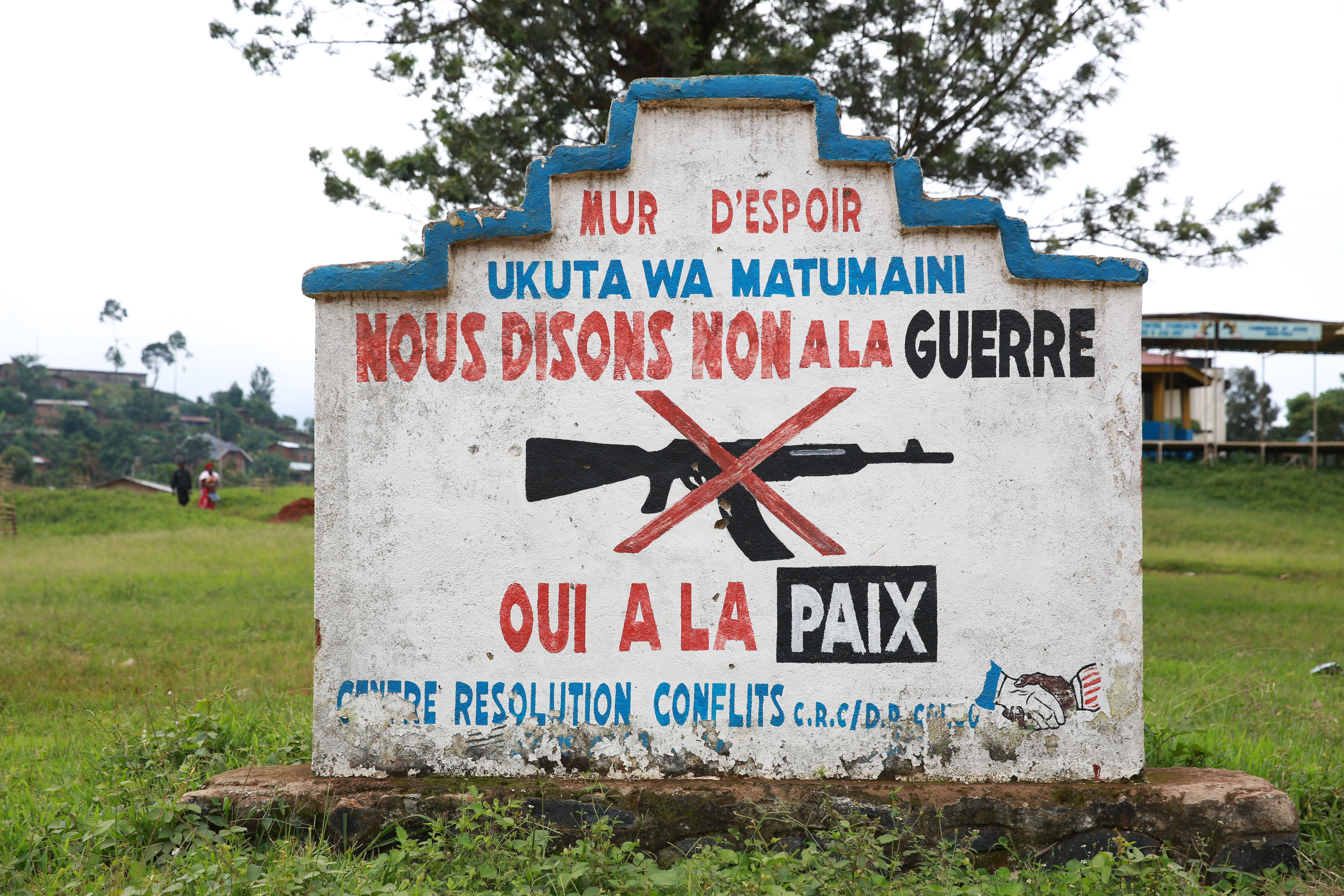
Beni.

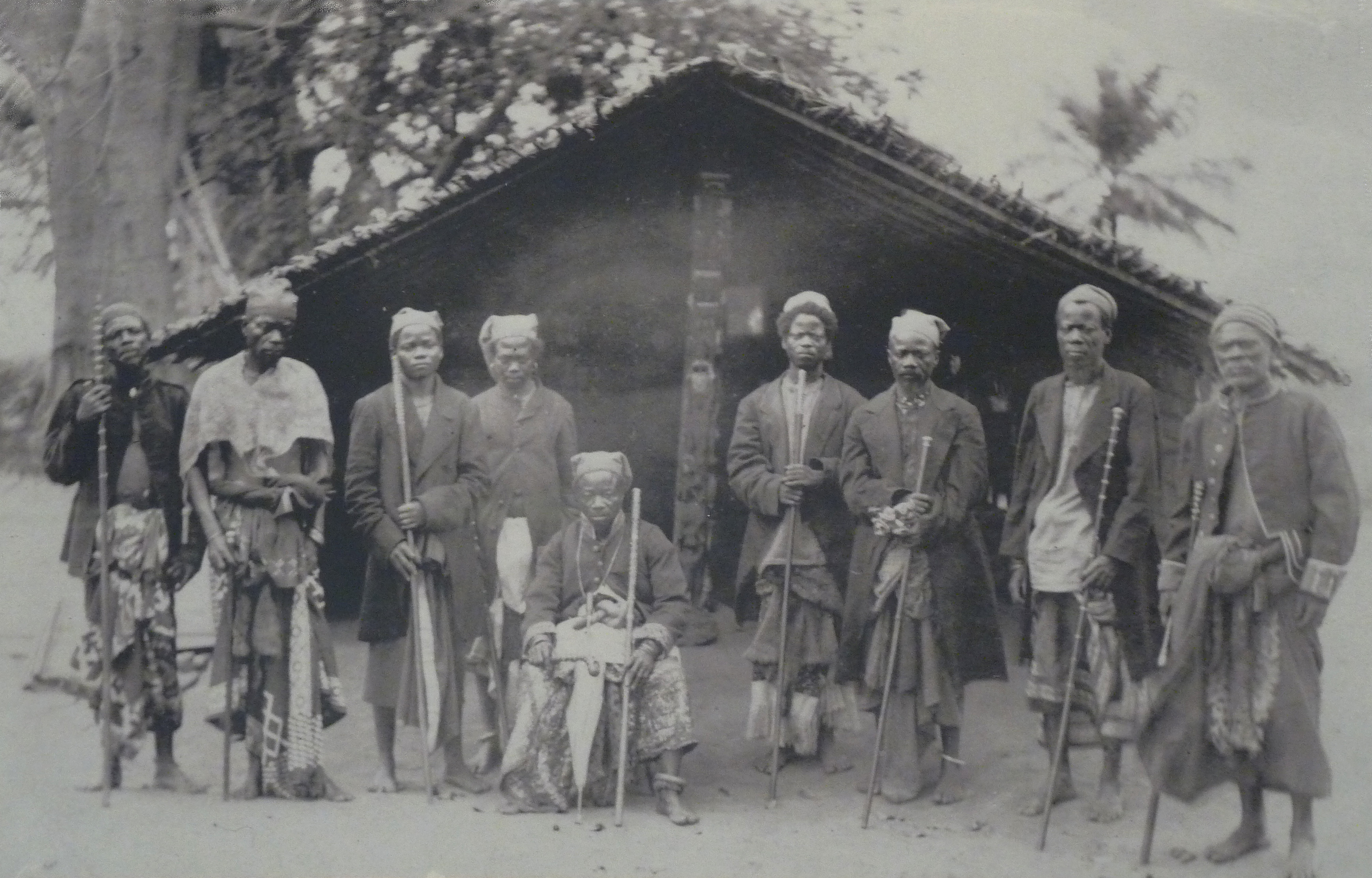
Boma.

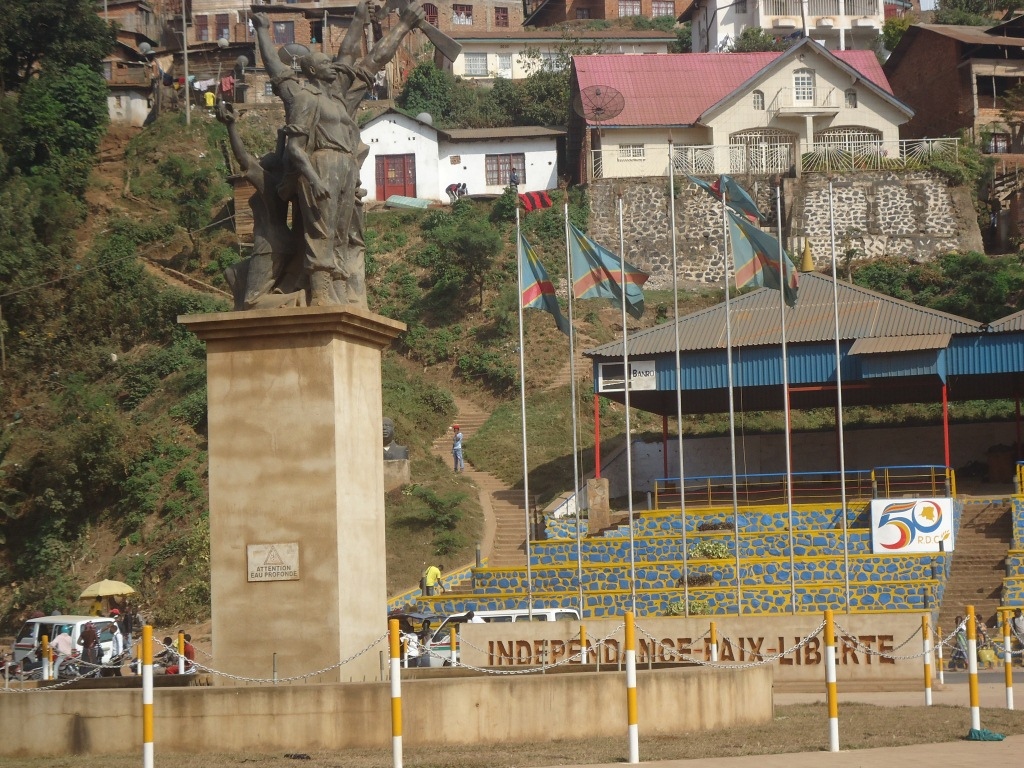
Bukavu.

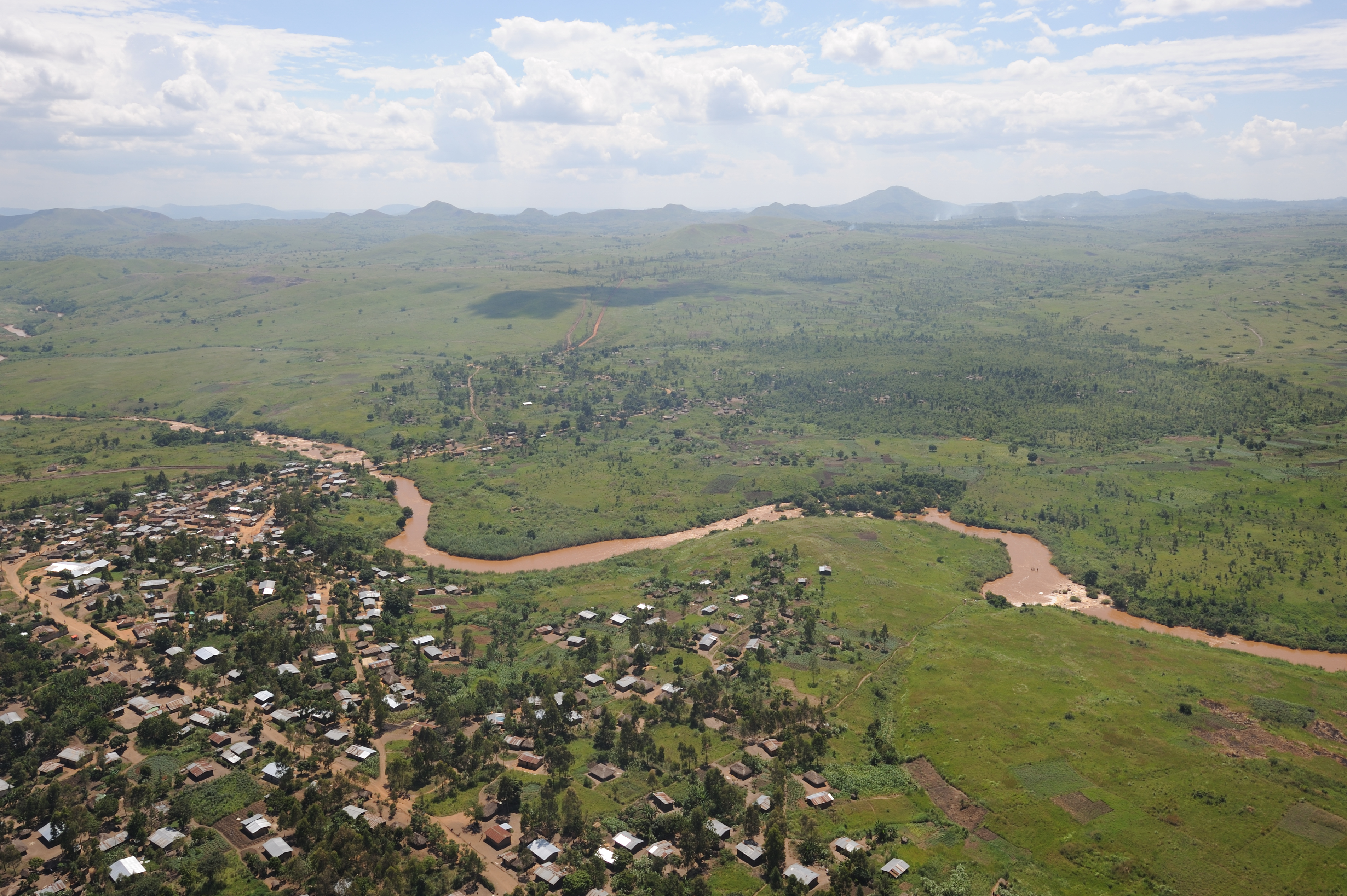
Bunia.

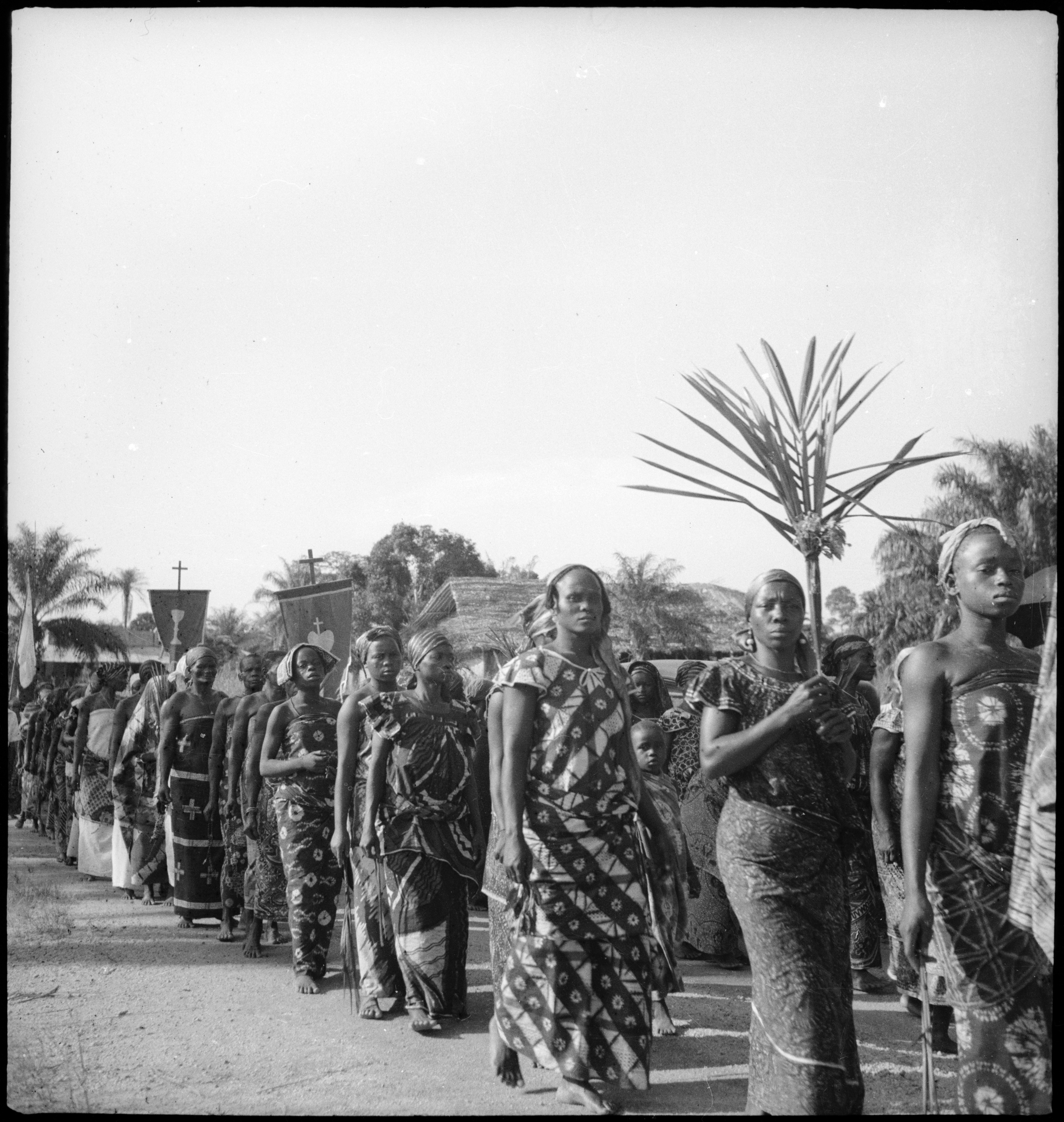
Buta.

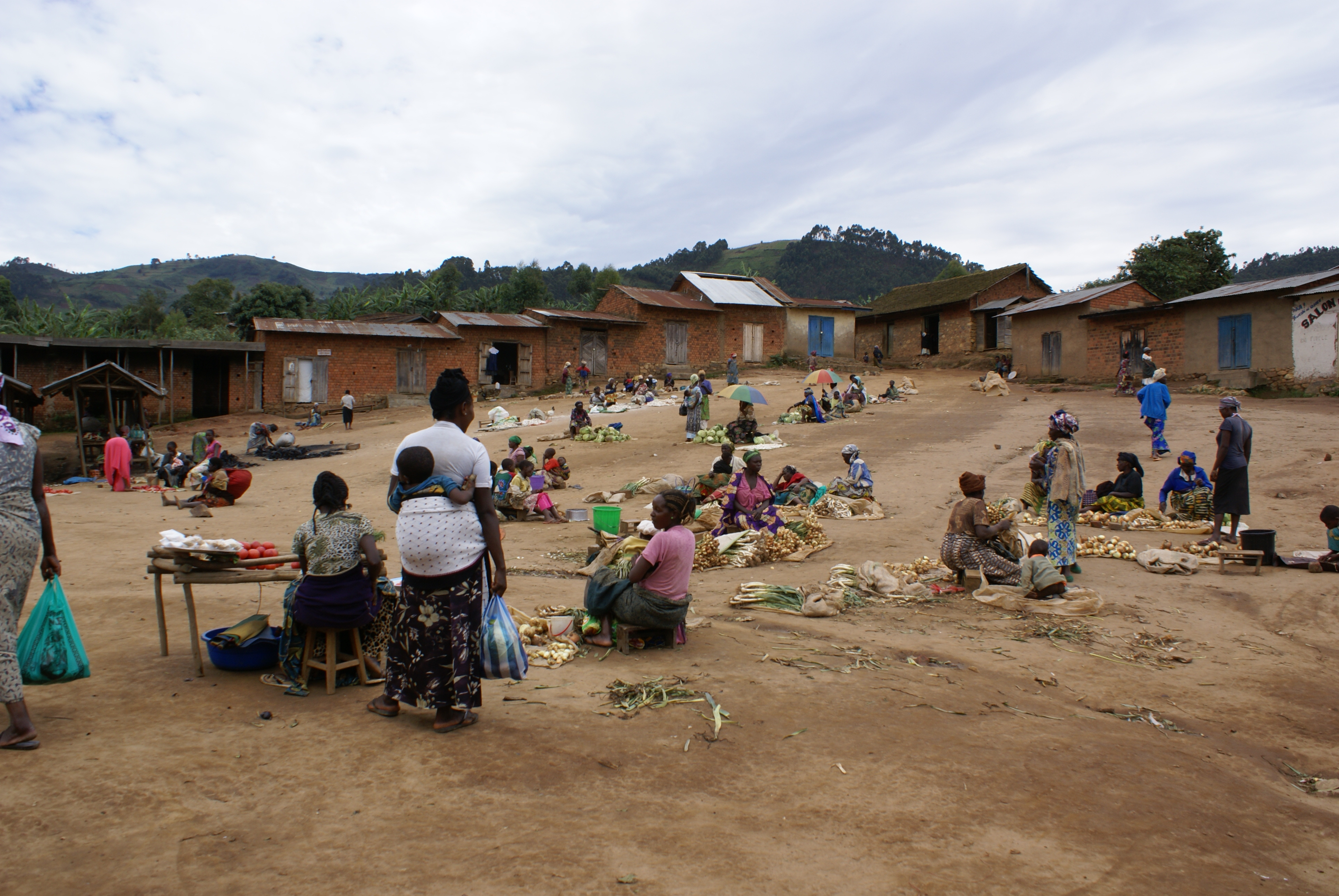
Butembo.

| Rang | Ville         | Population |
| ---- | ------------- | ---------- |
| 1    | Kinshasa      | 9 463 749  |
| 2    | Lubumbashi    | 1 786 397  |
| 3    | Mbujimayi     | 1 680 991  |
| 4    | Kananga       | 1 061 181  |
| 5    | Kisangani     | 935 977    |
| 6    | Bukavu        | 806 940    |
| 7    | Tshikapa      | 587 548    |
| 8    | Kolwezi       | 453 147    |
| 9    | Likasi        | 447 449    |
| 10   | Goma          | 431 342    |
| 11   | Kikwit        | 397 737    |
| 12   | Uvira         | 378 736    |
| 13   | Bunia         | 366 126    |
| 14   | Kalemie       | 355 126    |
| 15   | Mbandaka      | 345 663    |
| 16   | Matadi        | 306 053    |
| 17   | Kabinda       | 219 154    |
| 18   | Butembo       | 217 625    |
| 19   | Baraka        | 215 289    |
| 20   | Mwene-Ditu    | 195 622    |
| 21   | Isiro         | 182 900    |
| 22   | Kindu         | 172 321    |
| 23   | Boma          | 162 521    |
| 24   | Kamina        | 156 761    |
| 25   | Ngandajika    | 146 217    |
| 26   | Bandundu      | 143 435    |
| 27   | Gemena        | 138 527    |
| 28   | Kipushi       | 132 861    |
| 29   | Bumba         | 107 307    |
| 30   | Mbanza-Ngungu | 101 336    |
| 31   | Beni          | 99 501     |
| 32   | Zongo         | 53 743     |
| 33   | Gbadolite     | 42 647     |
| 34   | Inongo        | 40 113     |
| 35   | Boende        | 34 997     |
| 36   | Buta          | 33 712     |

### Gouvernement
L'actuel gouvernement est celui mené par la première ministre Judith Suminwa Tuluka, investi le 1er avril 2024.

## Économie

Évolution du PIB par habitant du Congo, 1950-2018.

Taux de croissance du PIB et volume et de PIB par habitant.

L'économie est essentiellement agricole (70 % des actifs) ou tournée vers l'exportation. Les minerais sont de grandes ressources. L'économie a été gravement frappée par la corruption et la mauvaise gestion depuis 1977. Ce qui explique le fort taux de contrebande, d'exportation illicite et d'activité minière clandestine. Les recettes gouvernementales et les exportations ont fortement diminué depuis 40 ans. L'économie a été ravagée par la guerre (1997-2005 : 5 millions de morts). Le plus gros partenaire commercial est depuis 2010 la Chine (importation, exportation, crédit).
Depuis la colonisation belge, l’économie est fortement tournée vers l’exportation, notamment grâce aux produits miniers. Aucune industrie de pointe n’a été développée par les colonisateurs ni par les gouvernements du Congo indépendant. Par exemple, le cuivre est extrait en grandes quantités, mais il doit être exporté pour être traité, avant de revenir importé sous des formes finies (câbles, fils électriques…).
La majeure partie de la population reste alors active dans l’agriculture bien que les terres cultivées ne représentent que 3 % du territoire. L'élite politique de Mobutu Sese Seko a détourné énormément d’argent des caisses de l'État. En effet, tous les hauts fonctionnaires mobutistes possédaient des avoirs dans presque tous les pays industrialisés et ont fait du Congo/Zaïre un des pays les plus endettés d’Afrique.
Dans le détail, la république démocratique du Congo possède un important potentiel de ressources naturelles et minérales. Son économie s’est cependant drastiquement ralentie depuis le milieu des années 1980 à cause de détournements de fonds.
L’agriculture reste le principal secteur de l’économie. Les principales ressources agricoles sont le café, le bois (afrormosia, ébène, wengé, iroko, sapelli, sipro, tiama, tola, kambala, lifaki…) et le caoutchouc.

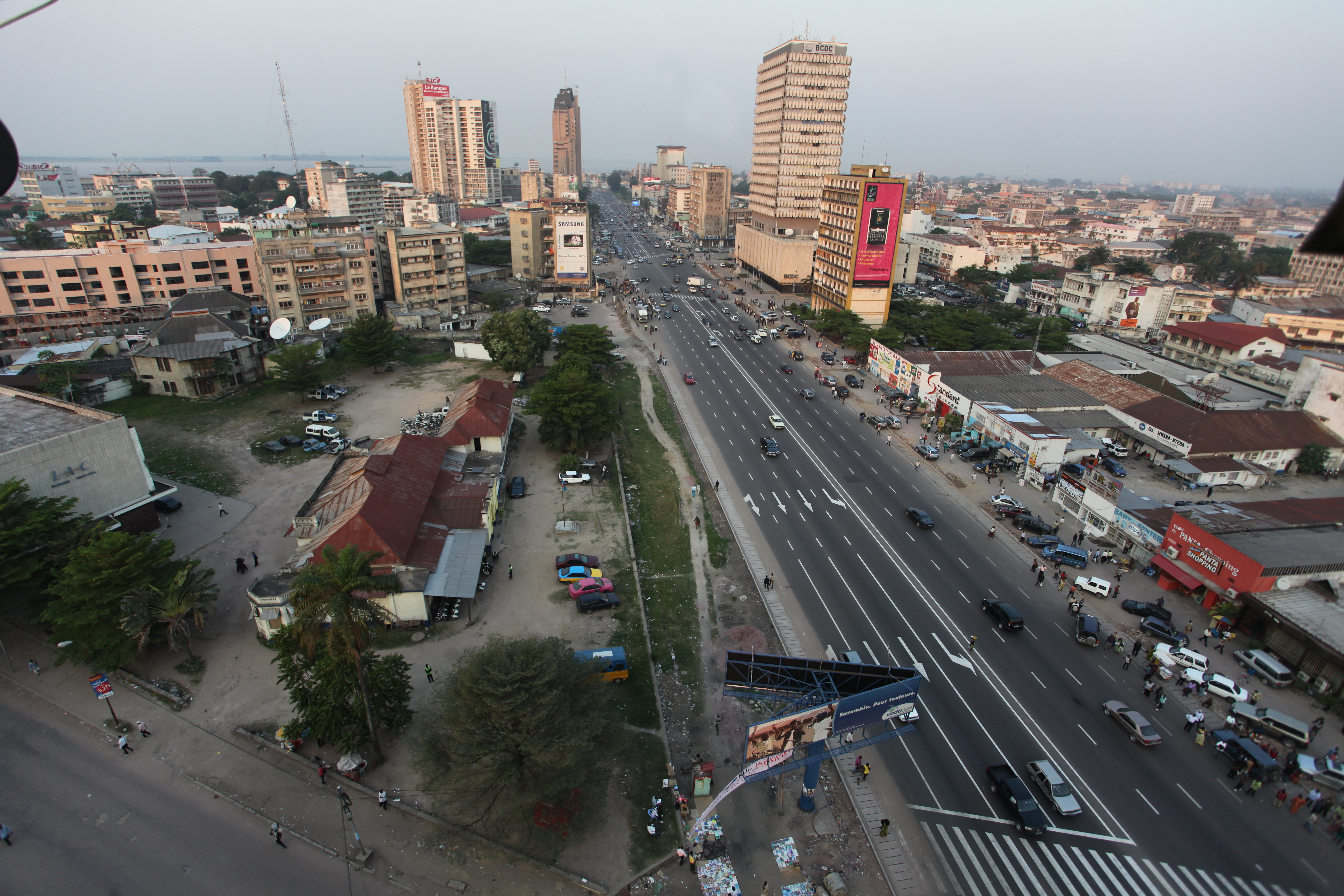
Le boulevard du 30-Juin, Kinshasa.

La RDC se lance dans la mise en place de zones économiques spéciales pour encourager la renaissance de son industrie. La première ZES devrait voir le jour en 2012 dans la commune kinoise de N'Sélé et sera consacrée aux agro-industries. Les autorités congolaises prévoient déjà d'en ouvrir une autre consacrée aux industries minières (dans le Katanga) et une troisième consacrée aux cimenteries (dans le Bas-Congo).
Les principales exploitations de cuivre et de cobalt sont dominées par la Gécamines et ses partenaires. Le diamant industriel est extrait par la MIBA. Mais dans un pays ravagé par la guerre civile, une grande partie de l'exploitation et l'exportation de produits miniers se fait clandestinement.
La république démocratique du Congo détiendrait 10 % des réserves mondiales connues d'or. Exploité dans des mines à ciel ouvert comme près de Mongbwalu, le minerai est l'objet de tous les trafics. Randgold Resources, une société sud-africaine, vient de lancer la construction d'une des plus grandes mines d'or d'Afrique dans la même région.

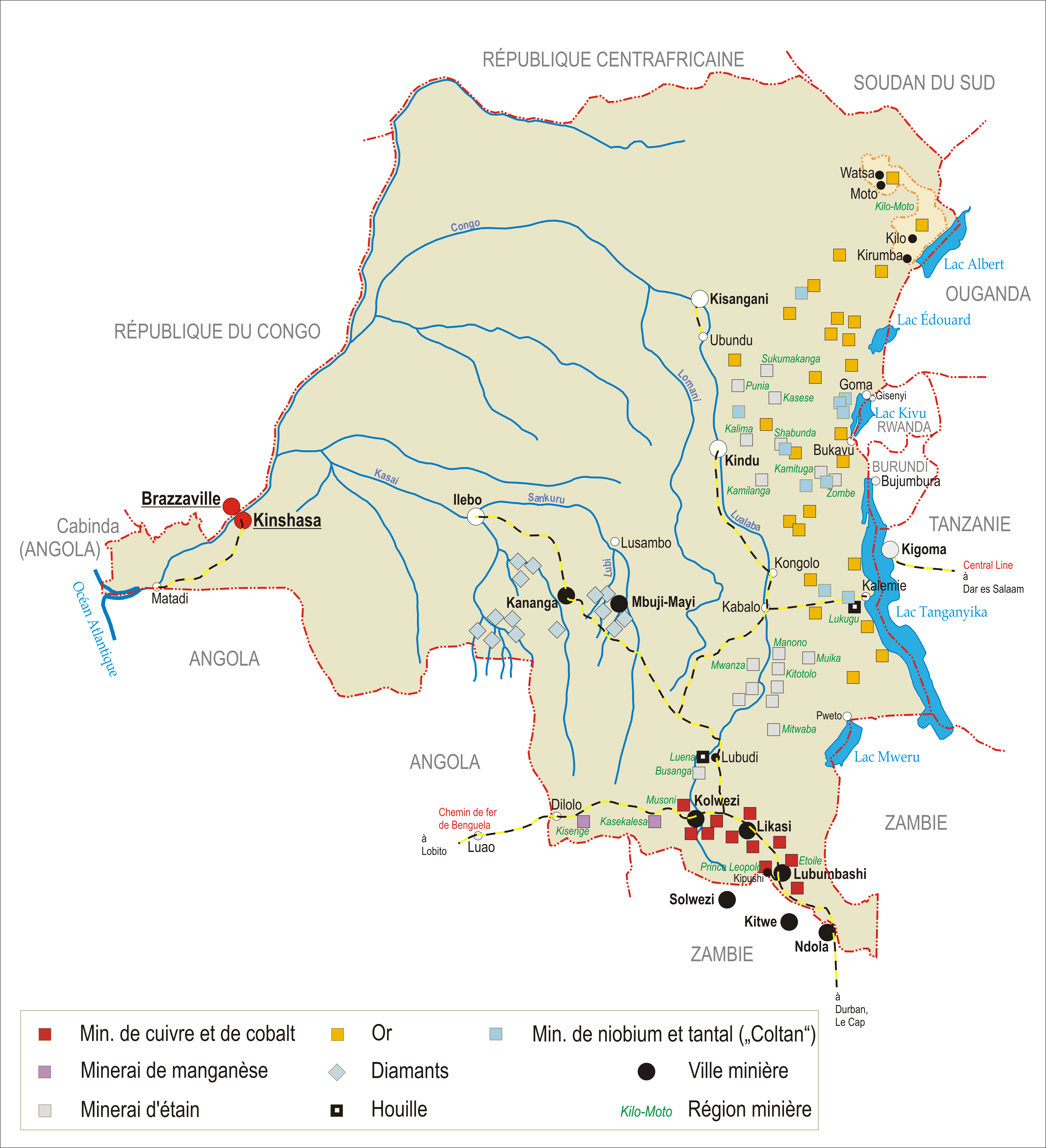
Ressources minières de la RDC

Voici une liste des ressources minières par province :
- diamant : Kasaï Oriental, Kasaï Occidental, Bandundu, Équateur, Province Orientale.
- or : Province Orientale, Maniema, Katanga, Bas-Congo, Nord-Kivu, Sud-Kivu, Équateur.
- cuivre : Katanga.
- Étain : Katanga, Nord-Kivu, Sud-Kivu, Maniema.
- Colombite tantalite (coltan) : Nord-Kivu, Sud-Kivu, Katanga, Maniema.
- Bauxite : Bas-Congo.
- Fer : Banalia, Katanga, Luebo, Kasaï-Oriental.
- Manganèse : Katanga, Bas-Congo.
- Charbon : Katanga.
- Pétrole : Bassin côtier de Moanda (en exploitation), la Cuvette Centrale, Ituri, Bandundu (indices)
- Gaz méthane : Lac Kivu
- Schistes bitumeux : Mvuzi (dans le Bas-Congo)
- cobalt : Katanga. Avec une production annuelle d'environ 90 000 tonnes (2019), la RDC représente plus de la moitié de la production mondiale de cobalt[89].

Le pays ne compte pas seulement une industrie minière, les grandes villes comptent aussi des industries alimentaire, textile, chimique, de montage (chanimetal) et des chantiers navals. Mais elle ne compte aucune industries de pointe.
L’industrie des télécommunications sans fil était d’abord sous le monopole de la compagnie Télécel. Depuis la libéralisation, elle se partage entre des sociétés comme Starcel Congo, Vodacom, Bharti Airtel, Orange, Sogetel, Supercell. Standard Telecom, Africell, etc. Ainsi qu'un secteur marginal de la finance, comme l'entreprise SMICO à Goma.
Le tourisme a été ruiné par les guerres civiles.

### Pauvreté et inégalités
La république démocratique du Congo est l’un des pays les plus pauvres du monde, une grande partie de sa population vit en dessous du seuil de pauvreté et fait face à des inégalités très marquées malgré ses multiples et diverses richesses. Cette situation s'explique surtout par les différents conflits aux effets dévastateurs qu'a connus le pays, qui reste dépendant de l'aide internationale. L'indice de développement humain de la république démocratique du Congo est extrêmement bas, et il a été classé en 2021 au 179e rang mondial (sur 191) par le Programme des Nations unies pour le développement entre le Liberia et l'Afghanistan. Il était de 0,386 en 1990 et a atteint 0,479 en 2021.
Les violations des droits de l'homme, – résultat des conflits armés – en particulier des enfants et des femmes, ont eu des répercussions très profondes au sein des populations. Ainsi, en 2002, 80 % de la population vivait en dessous du seuil de pauvreté fixé à 2 $ par jour et, en 2013, c'est 87,7 % de la population qui vit en dessous du seuil de pauvreté fixé à 1,25 $ par jour. Près de 44 % des femmes et environ 22 % des hommes n’ont aucun revenu. Les disparités régionales sont très fortes : les populations de l’Est du pays vivaient en moyenne avec 32 dollars par an et par habitant alors que celles du Sud disposaient de 138 dollars et celles de la province de Kinshasa de 323 dollars - dix fois plus qu’à l’est. La pauvreté se manifeste aussi par la malnutrition qui touche entre 30 et 50 % des femmes et des enfants. Au total, 16 millions de personnes sont en situation d’insécurité alimentaire. Cette situation a engendré la formation de nombreux groupes vulnérables (réfugiés, orphelins, enfants déscolarisés ou enfants soldats) qui manquent de soins et de nourriture.
En 2018, à la fin du dernier mandat du président Joseph Kabila, le Congo est classé 179e pays sur 189 sur l'indice de développement humain. La misère y est très grande, alors que les riches matières premières (cobalt, diamants, or) sont accaparées par des personnalités corrompues et des entreprises étrangères.

### Accaparement des terres
La RDC compte parmi les pays africains les plus confrontés au problème d'accaparement des terres.
Selon GRAIN[Qui ?], l'African Agriculture Fund (AAF), basé à Maurice - une filiale de l'agro-géant Feronia - a accaparé des terres en RDC.
De même pour l'eau, ressource particulièrement visée par cette problématique.

## Éducation et recherche

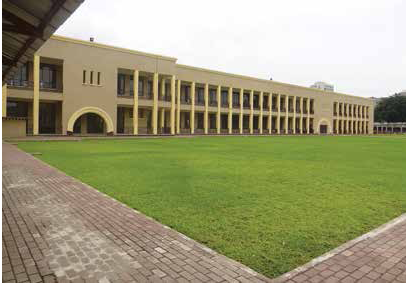
Institut de la Gombe à Kinshasa.

Le taux de scolarisation a fortement progressé depuis la fin de la guerre civile en 2002. Le nombre d'enfants inscrits dans les écoles primaires est passé de 5,5 millions en 2002 à 16,8 millions en 2018, et celui des enfants et adolescents inscrits dans les écoles secondaires est passé de 2,8 millions en 2007 à 4,6 millions en 2015 d'après l'UNESCO. En 2014, d'après une enquête EDS menée sur tout le territoire national, 82,4 % des enfants âgés de 6 à 11 ans fréquentaient effectivement l'école (83,4 % pour les garçons, 80,6 % pour les filles). Le programme national prévoyait l’école universelle à l’horizon 2015.
D'après la même enquête EDS de 2014, le taux d’analphabétisme de la population âgée de 15 à 49 ans était de 24,1 % (11,9 % pour les hommes ; 36,2 % pour les femmes), en forte chute ces dernières années : si le taux d'analphabétisme des 25-49 ans est de 28,5 %, il tombe à 17,6 % pour les 15-24 ans.
La recherche scientifique et technologique est menée tantôt sous la direction du ministère de l'Enseignement supérieur et de la Recherche scientifique et tantôt sous la direction du ministère de la Recherche scientifique et technologique.

## Démographie

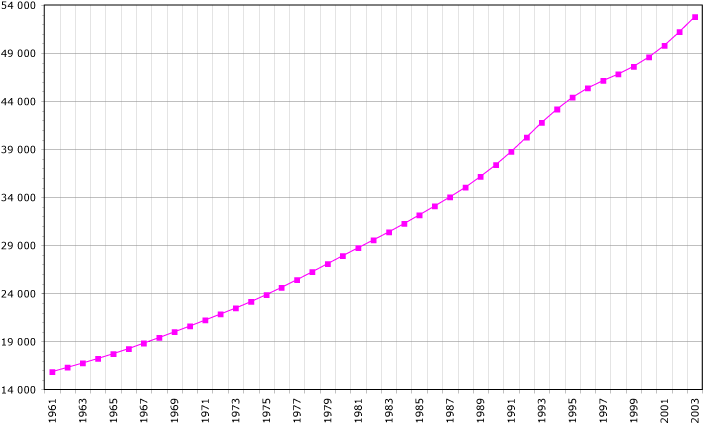
Évolution de la démographie entre 1961 et 2003 (source : FAO, 2005). Population en milliers d'habitants.

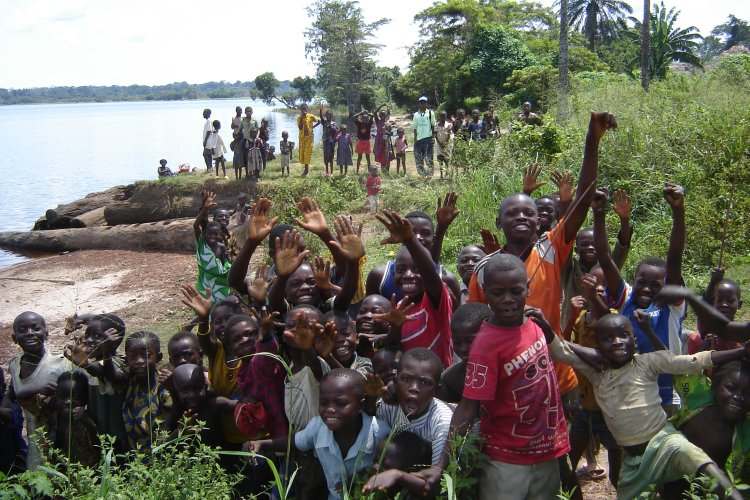
Enfants aux abords du lac Maï Ndombe.

La république démocratique du Congo compte environ 109 millions d'habitants en 2024. La densité de population est comparable à la moyenne africaine. La population se concentre sur les plateaux, dans la savane près des fleuves et des lacs ; le nord et le centre du pays, domaine de la jungle, sont quasiment vides. L'exode rural a gonflé les villes. Les plus grandes agglomérations sont Kinshasa, Lubumbashi, Mbujimayi, Kananga, Kisangani, Bukavu.
La population est caractérisée par sa grande jeunesse, 60 % des habitants ont moins de 20 ans, l'âge médian est de 17 ans. Durant la guerre interafricaine (1997-2005), 5,4 millions de Congolais sont morts, majoritairement de maladies infectieuses dues à la malnutrition et à l'exode. C'est le conflit le plus meurtrier depuis la Seconde Guerre mondiale.
Environ 40 000 enfants travaillent sans protection et dans des conditions extrêmes de pénibilité dans le secteur informel des mines de cuivre et cobalt qui s'est chaotiquement développé depuis les années 1990, au profit de revendeurs et de compagnies privées (ex. : Chemaf, Somika, Rubamin, Volcano et notamment le Groupe Bazano via un comptoir appartenant à un Libanais pour faire traiter ses produits dans les usines Bazano de Likasi), sans respect du code minier ou du droit international du travail.
Après les nombreuses guerres en son sein et chez ses voisins, la république démocratique du Congo abritait environ 177 500 réfugiés et demandeurs d'asile à la fin de 2007. Ceux-ci provenaient de l'Angola, du Rwanda, du Burundi, de l'Ouganda et du Soudan.

### Santé
De manière générale, les indicateurs sociaux ont des niveaux préoccupants : le taux de mortalité infantile est passé de 12,4 % en 1990 à 11,2 % en 2011, le taux de mortalité maternelle de 800 décès pour 100 000 naissances vivantes en 1990 à 2 000 décès pour 100 000 naissances actuellement, l’espérance de vie est passée de 45,7 ans en 2000 à 48,7 ans en 2013 à 61 ans en 2020 contre une moyenne africaine de 55 ans, l’accès aux services de santé de base est inférieur à 26 %, près des 3/4 de la population vit en dessous du seuil de pauvreté multidimensionnel. Le paludisme fait des ravages en RDC.
De plus, des maladies autrefois éradiquées comme la trypanosomiase, la lèpre et la peste ont resurgi, et la pandémie du VIH/sida touche 3 % de la population entre 15 et 49 ans. Le chiffre pourrait s’élever à 20-22 % dans les provinces orientales où il y a encore quelques troubles. Selon les dernières estimations, environ 750 000 enfants ont perdu au moins un de leurs parents en raison de la maladie.
Cette situation perdure depuis déjà des décennies.

### Criminalité

#### Viols
Les guerres répétitives et incessantes, usant du viol comme arme de découragement des camps adverses, ont causé d'énormes dégâts sur la population civile. Pratiqué par tous les groupes armés, hutus, maï-maïs, congolais et M23, depuis des dizaines d'années et sur toutes les tranches d'âge (des bébés de 18 mois ont été décomptés parmi les victimes), ce phénomène cause d'importants problèmes sanitaires, et a touché au moins 500 000 victimes depuis 1996. Ces chiffres sont toutefois difficiles à vérifier et le nombre pourrait être bien supérieur.[réf. nécessaire]
En avril 2010, Margot Wallström, l'envoyée spéciale de l’ONU pour les violences faites aux femmes et aux enfants dans les conflits, qualifie le pays de « capitale mondiale du viol ».
En 2011, selon une étude réalisée par trois chercheuses, environ 420 000 femmes seraient violées par an, soit quatre toutes les cinq minutes,. Toujours selon cette étude, entre 1,69 et 1,8 million de femmes auraient été violées durant leur vie.

### Ethnies
Le peuple congolais est composé de plusieurs centaines d'ethnies — certains donnent le nombre de 200, 250,, plus de 365,, 400 ou 450, — formant différents groupes. Néanmoins, de nombreuses langues et cultures de petites ethnies ont tendance à disparaître au profit de celles des grandes ethnies.
Groupe bantou (90 % de la population) :
Shi (15-20%), Luba (18 %), Kongos (12 %)

Major ethnilinguistic groupe on Democratic Republic of Congo

Autres : Ambala, Ambuun, Angba, Babindji, Bangala, Bango, Pende, Bazombe, Bemba, Bembe, Bira, Bangubangu, Bowa, Dikidiki, Dzing, Fuliru, Havu, Hunde, Hutu,Iboko, Kanioka, Kaonde, Kuba, Kumu, Kwango, Lega, Lengola, Lokele, Lundas, Lupu, Lwalwa, Mbala, Mbole, Mbuza (Budja), Nande, Ngoli, Ngombe, Nkumu, Nyanga, Popoi, Poto, Sango,, Songo, Songye, Sukus, Tabwa, Tchokwés, Téké, Tembo, Tetela, Topoke, Ungana, Vira, Wakuti, Yaka, Yakoma, Yanzi, Yeke, Yela, Batsamba, Baholo, Baboma, Basakata, Bantomba, Batiene, etc.
Groupe soudanique central et ancienne population de Nubie :
Ngbandi, Ngbaka, Manvu, Mbunja, Moru-Mangbetu, Zande, Lugbara, Logo, Lendu, Balendru Lendu Nord, Walendu Bindi (Indru, Lendu sud).
Groupe nilotique :
Alur, Kakwa, Bari, Hema
Groupe pygmée :
Mbuti, Baka, Babinga

### Religion
En raison de l'absence de recensement en RDC depuis 1970, il est impossible de se baser sur des pourcentages fiables concernant la répartition des religions dans le pays.
Néanmoins, le christianisme est la religion prédominante de la république démocratique du Congo.
Selon l'enquête de 2013-2014, menée par le programme Enquêtes démographiques et de santé en 2013-2014, les chrétiens constituaient 93,7 % de la population, les catholiques représentant 29,7 %, les protestants 26,8 % et les autres chrétiens 37,2 %. Un nouveau mouvement religieux chrétien, le kimbanguisme, comptait 2,8 % d'adhérents, tandis que les musulmans représentaient 1 %.
D'autres recherches récentes ont trouvé que le christianisme était la religion majoritaire, de 80 % de la population selon le Pew Research Center, tandis que le CIA World Factbook rapporte un chiffre à 95,9 %.
L'islam est présent en république démocratique du Congo depuis le XVIIIe siècle, lorsque des commerçants arabes d'Afrique de l'Est ont avancé vers l'intérieur à des fins de commerce d'ivoire et d'esclaves. La proportion d'adeptes de l'Islam est diversement estimée : de 1% à 12 %.
Il y a environ 35 millions de catholiques dans le pays avec six archidiocèses et 41 diocèses. L'impact de l'Église catholique est difficile à estimer. Schatzberg l'a qualifiée de "seule véritable institution nationale en dehors de l'État".
Ses écoles ont formé plus de 60 % des élèves du primaire du pays et plus de 40 % de ses élèves du secondaire[réf. nécessaire].
L'Église possède et gère un vaste réseau d'hôpitaux, d'écoles et de cliniques, ainsi que de nombreuses entreprises économiques diocésaines, notamment des fermes, des ranchs, des magasins et des boutiques d'artisans.
Soixante-deux dénominations protestantes sont fédérées sous l'égide de l'Église du Christ au Congo.
On l'appelle souvent l'Église protestante, car elle couvre la plupart des protestants de la RDC. Avec plus de 25 millions de membres, il représente l'un des plus grands corps protestants au monde.
Le kimbanguisme était considéré comme une menace pour le régime colonial et a été interdit par les Belges. Le kimbanguisme, officiellement « l'Église du Christ sur Terre par le prophète Simon Kimbangu » compte environ trois millions de membres, prééminents parmi les Bakongo du Congo Central et de Kinshasa.
Les premiers membres du bahaïsme à vivre dans le pays sont venus d'Ouganda en 1953. Quatre ans plus tard, le premier conseil administratif local était responsable.
En 1970, l'Assemblée spirituelle nationale (conseil administratif national) était la première responsable.
Bien que la religion ait été interdite dans les années 1970 et 1980, en raison de fausses déclarations de gouvernements étrangers, l'interdiction a été levée à la fin des années 1980. En 2012, des plans ont été annoncés pour construire une Maison d'adoration baha'ie.
Les religions traditionnelles incarnent des concepts tels que monothéisme, animisme, vitalisme, animisme et culte des ancêtres, ou la sorcellerie et différents  largement d'un groupe ethnique à l'autre.
Les sectes syncrétiques fusionnent souvent des éléments du christianisme avec des croyances et des rituels traditionnels et ne sont pas reconnues par les églises traditionnelles comme faisant partie du christianisme.
De nouvelles variantes d'anciennes croyances se sont répandues, menées par les églises pentecôtistes d'inspiration américaine.
Il existe des organisations caritatives, telles que le Congo Children Trust, aidant les enfants des rues.
Le projet phare du Congo Children Trust est Kimbilio qui travaille à réunir les enfants des rues à Lubumbashi.
Le terme usuel pour ces enfants est enfants sorciers ou enfants dits sorciers (enfants accusés de sorcellerie).
Des organisations religieuses non confessionnelles ont été formées pour capitaliser sur cette croyance en facturant des frais exorbitants pour les exorcismes. Bien que récemment interdits, les enfants ont été soumis à ces exorcismes à des abus souvent violents de la part de prophètes et de prêtres autoproclamés.

### Femmes
La RDC est un des pays les plus dangereux pour la femme. Ce pays a ratifié la Convention sur l'élimination de toutes les formes de discrimination à l'égard des femmes en 1986. Cependant, la tradition privilégie encore la place de l'homme. Les femmes ont moins de droits que les hommes et la femme reste soumise à l'autorité de son mari. Les allocations familiales sont reversées directement à l'époux. En général, c'est l'homme qui contrôle l’argent de la famille. Traditionnellement, les femmes congolaises n'ont pas le droit d'hériter de terres. Souvent, les femmes ne sont même pas autorisées à enregistrer des terres à leur nom. Le mari a le droit de gérer la propriété de son épouse.
Le taux de scolarisation est en hausse, pourtant beaucoup de filles ne sont encore pas inscrites à l'école. Parmi celles qui sont scolarisées, nombreuses sont celles qui interrompent leur formation. Même si la situation s'améliore pour les femmes, celles-ci occupent rarement des postes de décision .
Cependant, les femmes occupent une place croissante dans la politique en république démocratique du Congo. Le gouvernement qui siège depuis septembre 2019 comporte douze femmes, soit 17 % des postes. Élysée Munembwe est Vice-Premier ministre et ministre du Plan, Marie Tumba Nzeza ministre des Affaires Étrangères, Néné Nkulu Ilunga est ministre de l’Emploi et du Travail, et Béatrice Lomeya Atilite ministre d’État chargée du genre, famille et enfant.
La législation qui protège les femmes est peu appliquée. Selon le Code de la Famille, les femmes mariées doivent avoir l'autorisation de leur mari pour lancer une action en justice. Les mutilations génitales féminines sont interdites. Les femmes sont surreprésentées dans les zones de conflit. La prostitution reste courante. L'accès à l'eau potable ou à l'électricité est un problème qui touche la vie quotidienne des femmes. 75 % des personnes déplacées sont féminines.

## Culture

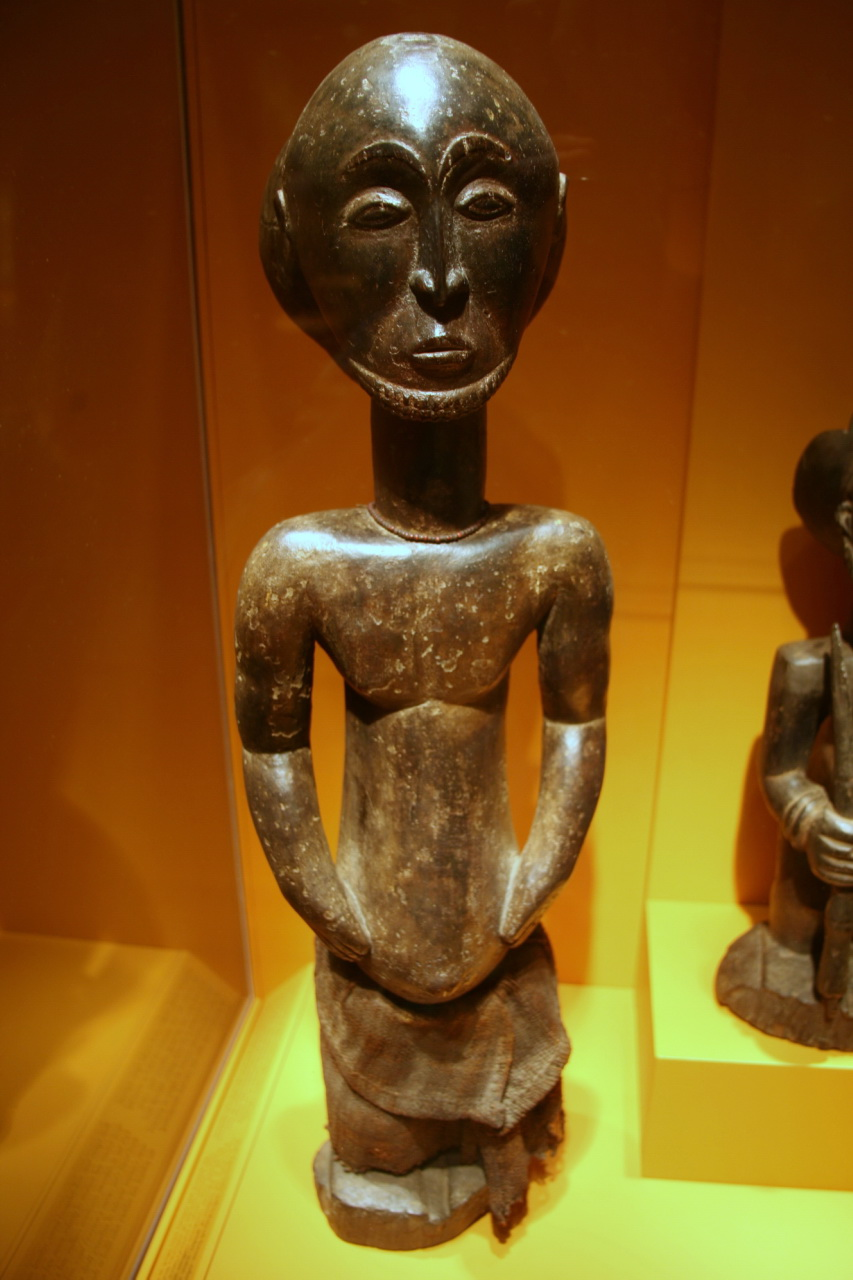
Figure d'ancêtre hemba.

La culture congolaise est très diverse car le Congo-Kinshasa est composé d'une centaine de groupes ethniques, en majorité bantous, et s'étend de l'embouchure du fleuve Congo, puis dans la forêt du bassin du Congo jusqu’à la région des Grands Lacs et la savane.
Depuis la fin du XIXe siècle, les modes de vie traditionnels de la région ont changé à cause du colonialisme, la lutte pour l'indépendance, le long règne de Mobutu, et récemment, les première et seconde guerres du Congo. Malgré cela, les traditions et la culture congolaises ont su garder leurs particularités.
La Bibliothèque rétrospective de la république démocratique du Congo : 1960-2004, éditée par les Presses de la Médiathèque francophone de la Funa, recense plus de 9 000 notices bibliographiques, plaçant la république démocratique du Congo parmi les premiers pays d’Afrique francophone dans la publication d'œuvres.[réf. nécessaire]

### Langues
La langue officielle (le français) évolue constamment partout au Congo ; la capitale du Congo, Kinshasa, avait en 2008 87 % de francophones, ce nombre est passé à 92 % en 2010. Le pays fait partie de l'Organisation internationale de la francophonie, ainsi que de l'Assemblée parlementaire de la francophonie.
La population du Congo parle entre 200 et plus de 400 langues selon le classement. Sur le plan linguistique, il est l'un des pays les plus multilingues de toute l'Afrique. En effet, l'Atlas linguistique du Congo Kinshasa dénombre 221 langues pour une population totale (estimée en 1996) à 42,2 millions d'habitants, c'est-à-dire une langue par tranche de 190 000 locuteurs. Cependant, 186 langues appartiennent à la seule famille bantoue et elles sont parlées par plus de 80 % de la population congolaise. Les autres langues sont représentées par la famille nilo-saharienne. Tous les Congolais parlent l'une des quelque 200 langues « ethniques », voire plus de 400 dialectes. En plus du français, langue officielle, la loi reconnaît quatre langues nationales : lingala, swahili, kikongo ya leta (aussi appelé « kikongo » en dehors du Kongo-Central) et tshiluba. La plupart des Congolais parlent plusieurs langues.
La république démocratique du Congo est le deuxième pays francophone du monde, derrière la France. Une minorité grandissante parle couramment le français (33 millions de Congolais savent le lire et l'écrire, selon une estimation de l'OIF en 2014, soit 47 % de la population du pays). En effet, langue officielle, le français est la langue principale de l'éducation, et la langue de l'administration, des médias et des affaires. Le français de la république démocratique du Congo, ancienne colonie belge, a beaucoup emprunté au français de Belgique et au wallon. Il a également développé des caractères propres et de nombreux néologismes.
36 millions de Congolais utilisent le lingala comme première ou seconde langue, il est également parlé au Congo-Brazzaville, en Centrafrique et en Angola, ce qui peut faciliter les communications vers ces pays. Le lingala est ainsi une des grandes langues africaines, bien qu'il soit largement méconnu en dehors du continent. Le lingala, parlé initialement par les Ngala, s'est répandu car il était la langue la plus parlée par les militaires et les missionnaires pendant la colonisation belge. Il a connu son apogée sous Mobutu, car il était la langue du pouvoir et de la très populaire musique de Kinshasa.
Le swahili, qui compte 10 millions de locuteurs au Congo mais qui est aussi parlé dans de nombreux pays d'Afrique de l'Est, a été introduit au Congo avant la colonisation par le biais du commerce, en particulier celui des marchands d'esclaves. Les Kabila ont favorisé cette langue parlée dans leur région d'origine et elle est la seule avec le français à figurer sur les billets de banque.
Le kikongo ya leta (aussi appelé « Kikongo » en dehors du Kongo-Central) est une langue des deux Congo qui a émergé durant les colonisations Belge et Française,,.
Vestige de la colonisation belge, le néerlandais qui est la deuxième langue administrative du Congo belge de 1908 à 1960 n'est plus parlé que par quelque 100 000 à 250 000 personnes (plus de 200 000 en 1980) le plus souvent âgées de plus de 60-65 ans, mais aussi par des plus jeunes, éparpillées sur tout le territoire, qui sont le plus souvent des métis, ou retraités de l'ex-administration coloniale, souvent métis. Le néerlandais, dont les statistiques sont difficiles à établir, devient différent du néerlandais parlé en Belgique, ou aux Pays-Bas, car il n'est pas enseigné dans le pays. Isolé du néerlandais parlé en Belgique, ou aux Pays-Bas, le néerlandais parlé en RDC du Congo a tendance à avoir de nouveaux mots lingala, français, ou anglais, dans son vocabulaire, et surtout depuis 1980. Le Néerlandais en RDC, au vu de son isolement, d'une région à une autre, avec des groupes isolés de locuteurs, évolue avec les langues africaines. Le néerlandais reste cependant une langue de culture en RDC. Les archives, entre 1908 et 1960, sont bilingues français-néerlandais avec d'importantes variantes, avec même certains documents uniques en néerlandais. Les 15 plus grandes bibliothèques du pays ont un fonds de milliers de livres en néerlandais dont certains rares ou uniques. Les locuteurs du néerlandais sont le plus souvent bilingues néerlandais-français ou même néerlandais-anglais. Le néerlandais n'est plus une langue universitaire depuis 1971, et il a cessé d'être une langue administrative en 1961, quand fut choisie la langue française comme seule langue officielle par l'État congolais devenu indépendant. Cependant, en février 2014, l'ambassade des Pays-Bas à Kinshasa indiquait que le néerlandais était resté une langue bien vivante en RDC, et qu'après des recherches et statistiques, entre 410 000 et 500 000 personnes de tous âges parlaient Néerlandais en RDC, dispersés dans tout le pays. Cependant, l'avenir du néerlandais dans le pays reste incertain : il n'a plus aucun rôle officiel, et n'est pas enseigné. De plus, il n'offre aucune perspective, car l'anglais est parlé dans de nombreux pays voisins, et semble plus courant de nos jours.

### Musique
Le Congo a une culture musicale très riche, sa musique connue sous le nom de rumba ou encore ndombolo fait danser toute l'Afrique. La musique congolaise a du succès par delà les frontières depuis les années 1930 aux côtés de la musique de la Côte d'Ivoire, de Guinée, du Mali ou du Nigeria ; elle intègre à ce titre le patrimoine immatériel de l’humanité en 2021. Actuellement appelée soukous, elle a donné naissance à d'autres styles de musique comme le quassa-quassa et d'autres.

#### Première génération
On situe cette génération entre les années 1930 et 1950, où la fusion de la musique tradition de la région de Léopoldville avec d'autres styles de musique, notamment afro-cubaine et haïtienne, mais aussi d'autres sont venus de l'Amérique latine, ce qui a donné naissance à des styles très variés. Mais le style cubain surpasse tout autre style et la musique congolaise obtient son premier nom : la rumba congolaise, et le chanteur le plus connu de cette époque est Wendo Kolosoy, avec son premier tube, Marie-Louise, paru en 1947.

#### Deuxième génération: 1950-1970
L'année 1953 marque le début de cette génération ; c'est celle qui a donné naissance à la musique congolaise moderne. Les artistes les plus connus sont les pionniers de la musique moderne : Grand Kallé avec son African Jazzqui produisent Indépendance Cha Cha, qui devient l'un des symboles de l‘émancipation, Luambo Makiadi Franco avec son « OK Jazz » devenus « TP OK Jazz », Tabu Ley Rochereau qui a formé « African fiesta » avec Docteur Nico. Avec l'« African fiesta », Jeanot Bombenga et le Vox Africa, Conga de Jhonny Bokelo, Co - Bantous de Champro King, la musique du Congo est connue sous le nom de soukous qui prend ses racines dans la rumba des années 1950, et dont le nom est une déformation du mot « secousse ».

#### Troisième génération: 1970-1990
Elle est marquée par la naissance de groupe Zaïko Langa Langa qui produit des musiciens dont Papa Wemba qui à son tour a créé Viva La Musica, l'un des groupes préférés des sapeurs avec Zaïko Langa Langa, Koffi Olomidé, King Kester Emeneya issu de Viva La Musica, Pepe Kalle avec L'Empire Bakuba, Kanda Bongo Man, Tshala Muana avec le Mutuashi, Defao, Big star, Ntesa Nzitani Dalienst, Sam Mangwana, Mayaula Mayoni, Négro Succès, Thu Zahina, Géo Malebo, Bella Bella, Festivals des Maquisards, Les Grands Maquisards, Kintueni National, Kintueni Yombe, Zembe Zembe, Tabou National, Afrizam, Makinaloka, Kossa Kossa, Isifi Lokole, Yoka Lokole, etc.

#### Quatrième génération: 1990-2010
Marquée par l'ascension du groupe musical Wenge Musica, c'est l'époque de la gloire de la musique congolaise. La musique du Congo prend le nom de « ndombolo ». les figures marquantes de cette époque sont les chanteurs Werrason, JB Mpiana, Koffi Olomidé, et leur groupe Wenge Musica Maison Mère et Quartier Latin International qui feront découvrir les deux stars congolaises Ferré Gola et Fally Ipupa.

#### Cinquième génération: 2010-
La cinquième génération marque la naissance des deux plus grandes figures actuelles de cette génération s'agissant de Fally Ipupa (ex-musicien du groupe Quartier Latin de Koffi Olomidé durant 7 ans, de 1999 à 2006, en étant aussi à partir de 2002 jusqu'à son départ, chef d'orchestre) et de Ferré Gola (ex-musicien du groupe Wenge Musica de 1995 à 1997, puis cofondateur du groupe Wenge Musica Maison Mère avec Werrason, Didier Masela et Adolphe Dominguez, de 1997 à 2004. De mai 2005 au mois de juin 2006, il se retrouvera aux côtés de son rival actuel, Fally, en intégrant le groupe Quartier Latin de Koffi Olomidé)
La cinquième génération débute en réalité en 2006 avec la sortie des premiers albums solos de Fally Ipupa et Ferré Gola étant respectivement Droit Chemin et Sens Interdit. Sans oublier des rappeurs comme Eikiro, Zickry Casiodoro, Alesh ainsi que les nouvelles figures de la musique urbaine comme Innos'b, Gaz Mawete etc.

### Gastronomie

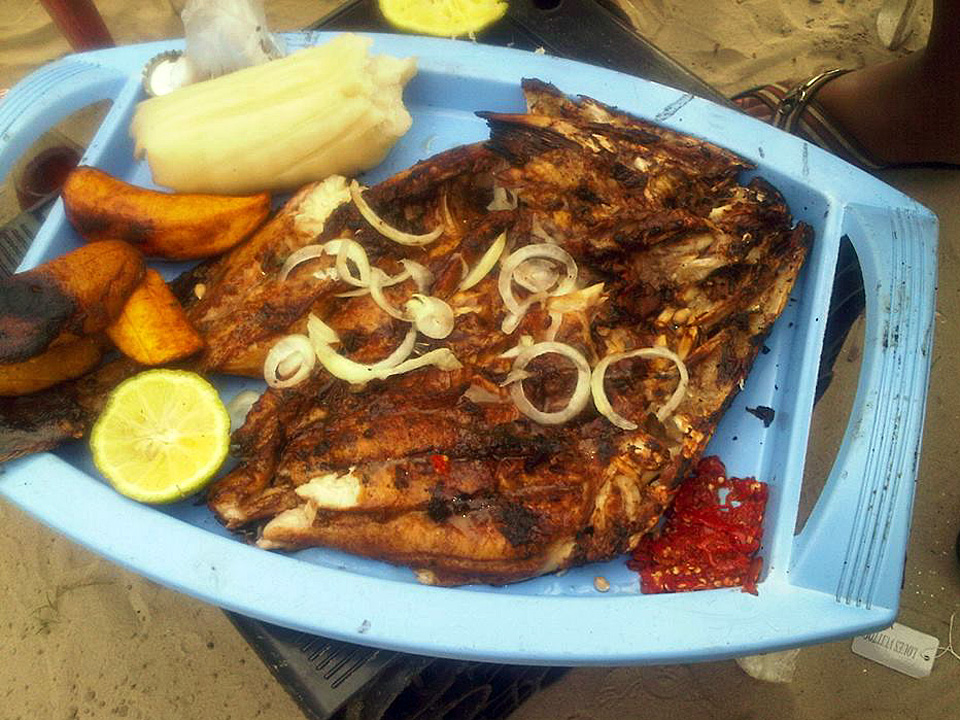
Malangwa braisé accompagné de banane plantain grillée et chikwangue.

Les ingrédients principaux de la cuisine congolaise sont : poisson, viande, patate douce, haricot, tomate, riz, fufu, maïs, sorgho, bananes plantain et manioc presque toujours accompagnés de sauces typiques de chaque région. À part les fruits épluchés, on ne mange pas cru, le climat étant propice aux parasites. Les feuilles de manioc (pondu) sont consommées seules, en accompagnement ou servent pour la cuisson.
Le plat le plus courant est la muambe, poulet aux feuilles de manioc pilées (parfois à l'arachide), et à l'huile de palme, accompagné de riz ou de bananes plantains (makemba).

### Tourisme
- Tourisme montagnard : la RDC possède sur son territoire le troisième plus haut sommet d'Afrique, couvert de neiges éternelles, nommé le Pic Marguerite[148], situé dans le massif du Ruwenzori. Il culmine à 5 119 mètres, ce qui le place juste derrière le Kilimandjaro et le mont Kenya.
- Tourisme balnéaire : la ville de Muanda, située dans l'ouest de la RDC, possède une grande plage avec plusieurs hôtels en bord de mer.

### Sports

#### football
Le football est très populaire en république démocratique du Congo. L'équipe nationale de football a remporté deux fois la Coupe d'Afrique des nations (1968 et 1974). Elle a terminé à la troisième place en 1998 et en 2015, à la quatrième en 2023.
Elle a remporté deux fois le Championnat d'Afrique des nations (2009 et 2016).
Deux clubs congolais ont gagné la Ligue des champions africaine : le TP Mazembe en 1967, 1968, 2009, 2010 et 2015 et l'AS Vita Club en 1973.
Deux clubs ont gagné la Coupe d'Afrique des vainqueurs de coupe : le TP Mazembe en 1980 et le DC Motema Pembe de Kinshasa en 1994.
En 2010, le TP Mazembe est devenu le premier club non européen ou sud-américain a atteindre la finale de la Coupe du monde des clubs.

#### Rugby
Le rugby à XV est introduit par les Européens dans les années 1950, principalement au Sud-Est du pays par les mineurs, et à Kinshasa par les militaires français.
Le rugby à XIII se développe également dans la République : il y est introduit à partir des années 2010, la plupart des équipes étant principalement situées dans la province du Sud-Kivu,.
Le très célèbre combat de boxe du 30 octobre 1974 opposant Mohamed Ali à George Foreman, comptant pour le titre de champion du monde poids lourds de boxe anglaise s'est déroulé dans la ville de Kinshasa au stade Tata Raphaël.

### Jours fériés
| Date        | Nom français                                                                                                 |
| ----------- | --- |
| 1er janvier | jour de l'An                                                                                                 |
| 4 janvier   | journée des Martyrs de l'indépendance                                                                        |
| 16 janvier  | date anniversaire de l'assassinat du président Laurent Désiré Kabila                                         |
| 17 janvier  | date anniversaire de l'assassinat du premier Ministre Patrice Émery Lumumba père de l'indépendance nationale |
| 8 mars      | journée internationale de la femme                                                                           |
| 6 avril     | Journée du Combat de Simon Kimbangu et de la Conscience africaine                                            |
| 30 avril    | fête nationale de l'enseignement                                                                             |
| 1er mai     | journée internationale des travailleurs                                                                      |
| 17 mai      | fête du 17 mai (journée de la prise du pouvoir par l'AFDL, libération du mobutisme)                          |
| 30 juin     | date anniversaire de l'indépendance                                                                          |
| 1er août    | fête des parents / anciens                                                                                   |
| 25 décembre | Noël |

Plusieurs de ces jours fériés ont remplacé des jours fériés des régimes précédents.